# Hrobka Thun-Hohensteinů (Choltice)
Hrobka Thun-Hohensteinů je pohřební kaple v severovýchodní části hřbitova v Cholticích v okrese Pardubice. Byla postavena architektem Františkem Schmoranzem starším v novorománském slohu v letech 1872–1873. Sloužila jako pohřebiště šlechtického rodu Thun-Hohensteinů, který vlastnil Choltický zámek. Hrobka je památkově chráněná jako součást areálu hřbitovní kaple. Je v majetku městysu Choltice a není přístupná.

## Historie

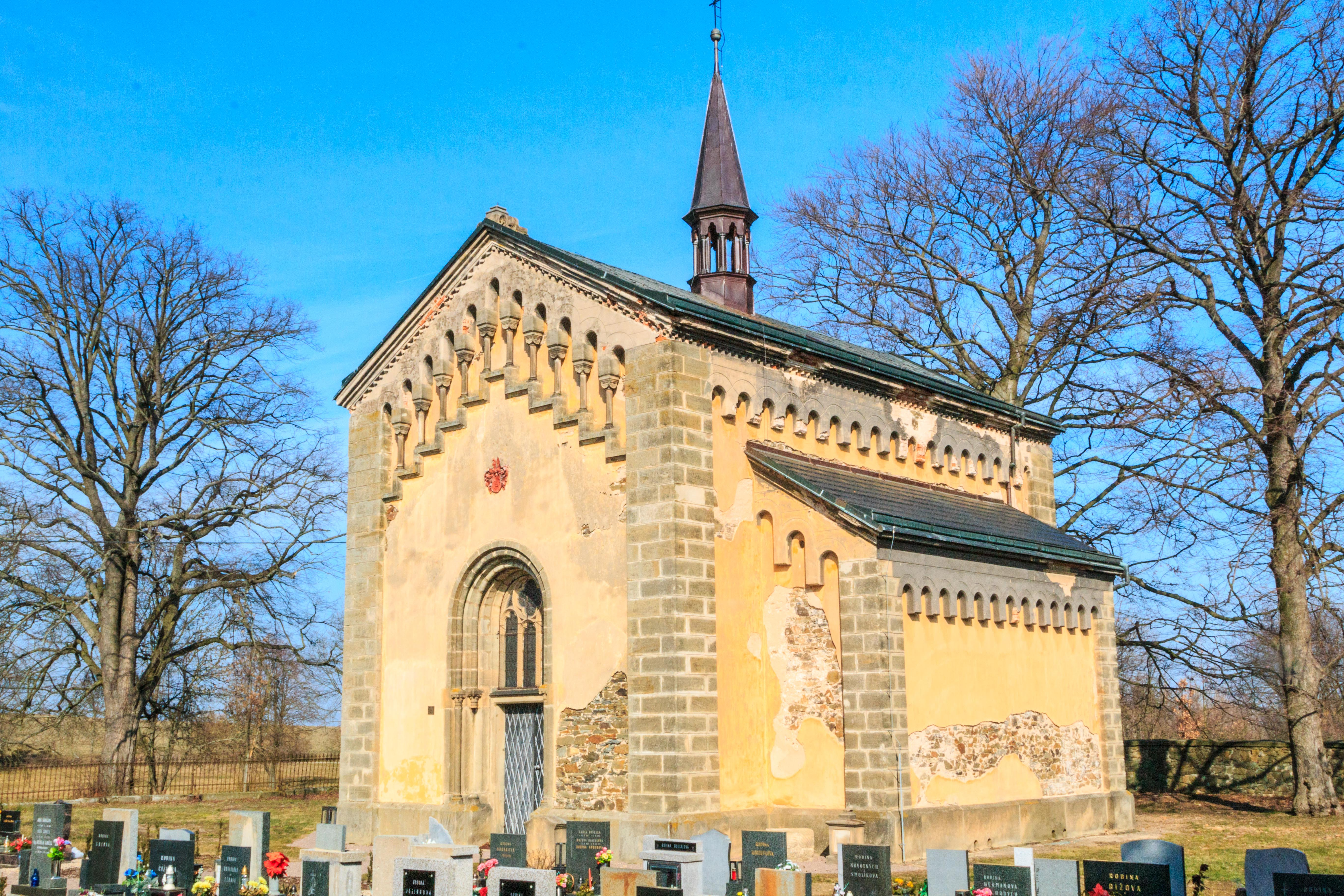
Pohle od jihu

Choltice patřily Thun-Hohensteinům od roku 1623, kdy zkonfiskovaný majetek získal Kryštof Šimon Thun (1582–1635). Tento šlechtic se psal od svého povýšení do stavu říšských hrabat v roce 1629 s přídomkem z Hohensteinu. Na přelomu 17. a 18. století rodina přestavěla Choltický zámek.
Hřbitovní kaple byla postavena v letech 1872–1873, kdy byl majitelem choltického velkostatku Theodor z Thun-Hohensteinu (1815–1881), podle návrhu Františka Schmoranze staršího (1814–1902), který byl i autorem Chotkovské hrobky ve Valtířově, přestavby zámku Žleby a rekonstrukcí katedrály sv. Ducha v Hradci Králové a kostela v Poličce a ve Dvoře Králové. Náklady na stavbu se vyšplhaly na 20 878 zlatých a 19 krejcarů.
V roce 1944 zemřel Leopold Thun-Hohenstein, který přijal říšské státní občanství a vstoupil do NSDAP. Po válce byl v době probíhajícího dědického řízení majetek této rodové větve v Československu zkonfiskován na základě Benešových dekretů.

## Architektura

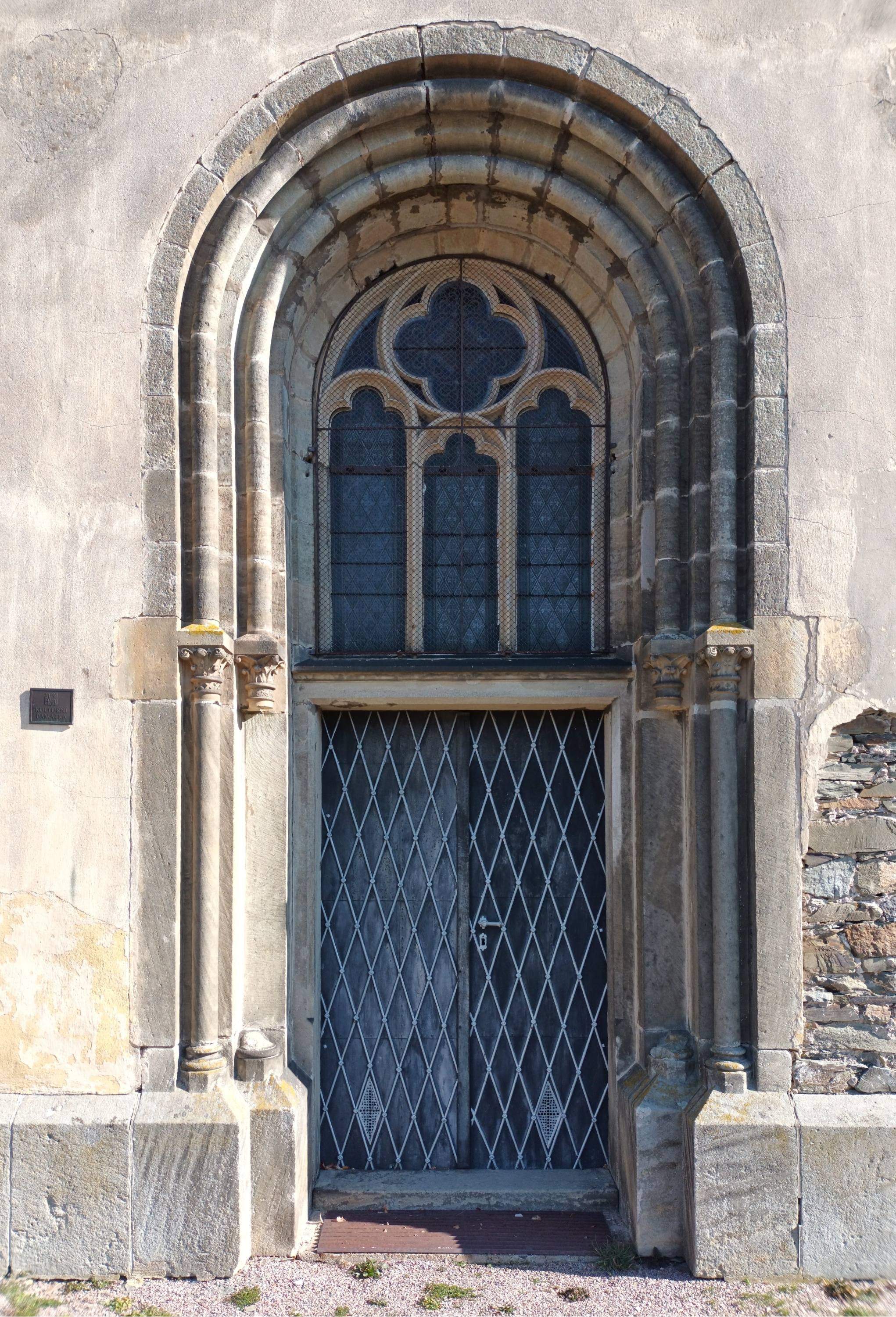
Vstupní portál

Hrobka je zděná obdélná stavba bazilikálního typu. Střední loď je vyšší, zatímco boční lodě jsou nižší a kratší. Její rozměry činí 14,3 x 13,3 metru. K novorománskému tvarosloví patří nárožní kamenné rustikované lizény, které rozčleňují stěny, a obloučkový vlys, který obíhá pod hlavními římsami. Hlavní průčelí směřuje na jihozápad. Obdélný vchod je zakomponován do velkého půlkruhově zaklenutého dvakrát odstupněného portálu se dvěma vloženými sloupky s dekorem závitnice na každé straně, které nesou oblouny archivolty. Kolem roku 2006 odpadly sloupky v portálu. Provizorně jsou uloženy v interiéru kaple. V tympanonu je okno s kružbovou rozetou, které nesou tři trojlistově zakončená pole. Nad portálem se uprostřed stěny nachází plasticky vyvedený rodový erb. Ve štítu je obloučkový vlys, nesený novorománskými sloupky se zdobenými krychlovými hlavicemi, které tvoří slepou galerii. Pravoúhlý závěr kaple osvětluje velké obdélné okno s půlkruhovým záklenkem a s kružbovou rozetou, která je stejná jako na portále. Okno je vyplněno vitráží s rostlinnými motivy a postavou Ježíše Krista. Nad tímto oknem je ještě jedno menší obdélné půlkruhově uzavřené okno s kamenným ostěním, které je uzavřeno plechovou okenicí.
Střecha byla původně pokryta břidlicí, v současnosti je plechová. Je sedlového typu, nad bočními loděmi je pultová. Dominantou  střechy je uprostřed tyčící se sanktusník s osmibokou lucernou a jehlancovou střechou.

## Seznam pohřbených

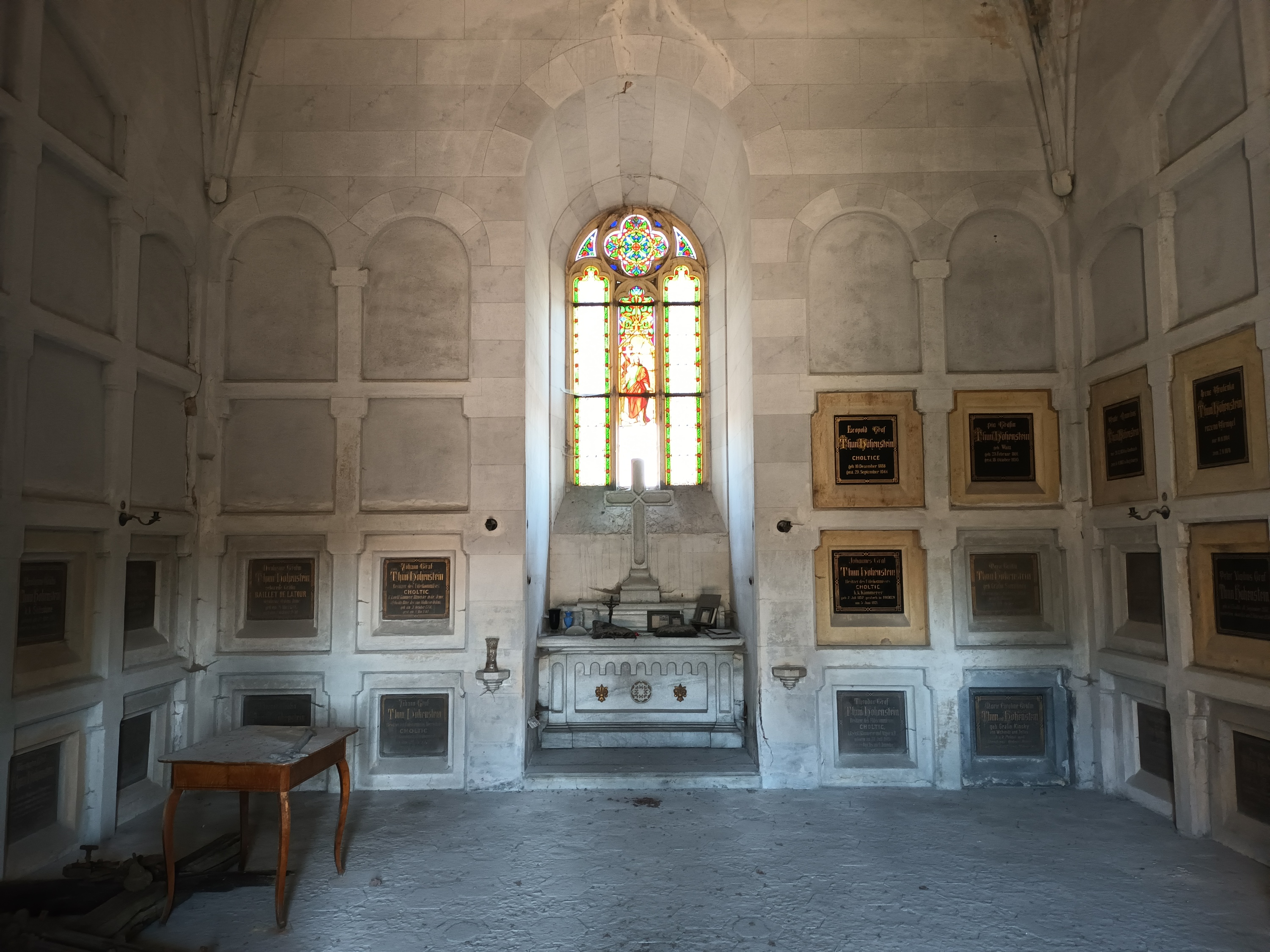
Interiér kaple

V důsledku josefinských reforem bylo zakázáno pohřbívat v kostelech a pohřebištích uvnitř měst. Proto byl v roce 1787 založen severovýchodně od jádra obce hřbitov a v jeho středu byla zřízena původní thunovská hrobka. Její místo dnes zaujímá mramorový kříž z roku 1875. V nové kaplové hrobce bylo pohřbeno celkem 21 příslušníků hraběcí rodiny, včetně ostatků přenesených z původní hřbitovní hrobky. Jako první byla v nové hrobce pochována Terezie z Thun-Hohensteinu v roce 1874. Mezi posledními zde byl pohřben Leopold Thun-Hohenstein, který zemřel v roce 1944. Jeho syn Berchthold Adam Thun-Hohenstein (* 19. dubna 1939 Choltice), který žije v Itálii, se pokusil rodinný majetek v Česku po Sametové revoluci zrestituovat. Matka a bratr tohoto restituenta byli v hrobce pohřbeni až po druhé světové válce.

### Chronologicky podle data úmrtí
Seznam vychází z náhrobních desek. V tabulce jsou uvedeny základní informace o pohřbených. Fialově jsou vyznačeni příslušníci rodu Thun-Hohensteinů, žlutě jsou vyznačeny přivdané manželky, pokud zde byly pohřbeny. Zeleně jsou vyznačeni příslušníci, jejichž ostatky byly přeneseny z původní hrobky uprostřed hřbitova. Červeně jsou zvýrazněni majitelé Choltic. V Cholticích byl pohřben i Jan Josef (1784–1789) a Terezie (1788–1789), předčasně zesnulé děti Jana Nepomuka Josefa z Thun-Hohensteinu. Jejich náhrobní desky se v hrobce nenacházejí, proto jsou v tabulce vyznačeni modře a mají zvláštní číslování. Jméno Thun se uvádí už v polovině 12. století, možná ještě o století dříve, zde jsou však generace počítány až od Kryštofa Šimona z Thunu (1582–1635), který byl v roce 1604 přijat do říšského stavu svobodných pánů, v roce 1629 byl povýšen do stavu říšských hrabat a který jako první příslušník rodu získal rozsáhlé statky v Čechách. U manželek je generace v závorce a týká se generace manžela.
| Po-řadí | Gene-race | Jméno pohřbeného                             | Datum a místo narození                       | Otec                                                                                            | Datum a místo sňatku, choť                                                                  | Pohřeb a uložení do hrobky                                                                                                   | Poznámky |
| Po-řadí | Gene-race | Jméno pohřbeného                             | Datum a místo úmrtí                          | Matka                                                                                           | Datum a místo sňatku, choť                                                                  | Pohřeb a uložení do hrobky                                                                                                   | Poznámky |
| ------- | --------- | -------------------------------------------- | -------------------------------------------- | ----------------------------------------------------------------------------------------------- | ------------------------------------------------------------------------------------------- | --- | --- |
| y789.   | 7.        | Jan Josef z Thun-Hohensteinu                 | 13. 4. 1784                                  | Jan Nepomuk Josef z Thun-Hohensteinu (č. 1)                                                     |                                                                                             | Choltice | Zemřel ve věku 4 let a 7 měsíců. |
| y789.   | 7.        | Jan Josef z Thun-Hohensteinu                 | 23. 2. 1789 Choltice                         | Marie Tereza z Attemsu (č. 2)                                                                   |                                                                                             | Choltice | Zemřel ve věku 4 let a 7 měsíců. |
| x789.   | 7.        | Terezie z Thun-Hohensteinu                   | 1788                                         | Jan Nepomuk Josef z Thun-Hohensteinu (č. 1)                                                     |                                                                                             | Choltice | Zemřela ve věku 1 roku a 7 měsíců. |
| x789.   | 7.        | Terezie z Thun-Hohensteinu                   | 14. 11. 1789 Choltice                        | Marie Tereza z Attemsu (č. 2)                                                                   |                                                                                             | Choltice | Zemřela ve věku 1 roku a 7 měsíců. |
| 1.      | 6.        | Jan Nepomuk Josef z Thun-Hohensteinu         | 29. 7. 1742 Praha                            | Jan Josef z Thun-Hohensteinu 2. 7. 1711 Praha – 21. 5. 1788 Praha                               | 15. 10. 1781 Linz: Marie Tereza z Attemsu (č. 2)                                            | | C. k. skutečný komoří a kapitán v armádě. Majitel fideikomisního panství Choltice (1785–1811), nejstarší bratr František Jan Josef z Thun-Hohensteinu (1734–1800) byl dědicem fideikomisu Klášterec nad Ohří, bratr Václav Josef z Thun-Hohensteinu (1737–1796) získal fideikomis Děčín. |
| 1.      | 6.        | Jan Nepomuk Josef z Thun-Hohensteinu         | 19. 11. 1811 Praha                           | Marie Kristýna z Hohenzollern-Hechingenu 25. 3. 1715 Bayreuth – 6. 8. 1749 Žehušice             | 15. 10. 1781 Linz: Marie Tereza z Attemsu (č. 2)                                            | | C. k. skutečný komoří a kapitán v armádě. Majitel fideikomisního panství Choltice (1785–1811), nejstarší bratr František Jan Josef z Thun-Hohensteinu (1734–1800) byl dědicem fideikomisu Klášterec nad Ohří, bratr Václav Josef z Thun-Hohensteinu (1737–1796) získal fideikomis Děčín. |
| 2.      | (6.)      | Marie Tereza z Attemsu                       | 17. 1. 1759 Štýrský Hradec (Graz)            |                                                                                                 | 15. 10. 1781 Linz: Jan Nepomuk Josef z Thun-Hohensteinu (č. 1)                              | | Narodily se jí následující děti: - 1. Alžběta, provd. Bogdenová ze Sturmorucku (1783–1867) - 2. Jan Josef (1784–179) - 3. Jan Nepomuk Josef Felix (1786–1861; č. 4) - 4. Tereza (1788–1789) |
| 2.      | (6.)      | Marie Tereza z Attemsu                       | 27. 6. 1840 Praha                            |                                                                                                 | 15. 10. 1781 Linz: Jan Nepomuk Josef z Thun-Hohensteinu (č. 1)                              | | Narodily se jí následující děti: - 1. Alžběta, provd. Bogdenová ze Sturmorucku (1783–1867) - 2. Jan Josef (1784–179) - 3. Jan Nepomuk Josef Felix (1786–1861; č. 4) - 4. Tereza (1788–1789) |
| 3.      | (7.)      | Nicolasine Baillet de La Tour, zvaná Clasine | 24. 3. 1788 zámek Latour, Belgie             | Maxmilián Baillet de La Tour                                                                    | 15. 10. 1811 Choltice: Jan Nepomuk z Thun-Hohensteinu (č. 4)                                | | Dáma Řádu hvězdového kříže. Porodila 4 syny a 3 dcery: - 1. Terezie (1812–1874; č. 7) - 2. Žofie (1814–1867; č. 5) - 3. Theodor Karel (1815–1881; č. 9) - 4. Nicolasine (1817–1885; č. 10) - 5. Konstantin Ludvík (1821–1876; č. 8) - 6. Rudolf (1825–1849) - 7. František Josef (1826–1888; č. 11) |
| 3.      | (7.)      | Nicolasine Baillet de La Tour, zvaná Clasine | 2. 10. 1840 Vídeň                            | hraběnka Lamarche                                                                               | 15. 10. 1811 Choltice: Jan Nepomuk z Thun-Hohensteinu (č. 4)                                | | Dáma Řádu hvězdového kříže. Porodila 4 syny a 3 dcery: - 1. Terezie (1812–1874; č. 7) - 2. Žofie (1814–1867; č. 5) - 3. Theodor Karel (1815–1881; č. 9) - 4. Nicolasine (1817–1885; č. 10) - 5. Konstantin Ludvík (1821–1876; č. 8) - 6. Rudolf (1825–1849) - 7. František Josef (1826–1888; č. 11) |
| 4.      | 7.        | Jan Nepomuk Josef Felix z Thun-Hohensteinu   | 3. 10. 1786 Choltice                         | Jan Nepomuk Josef z Thun-Hohensteinu (č. 1)                                                     | 15. 10. 1811 Choltice: Nicolasine Baillet de La Tour (č. 3)                                 | Pohřben v Cholticích 11. 5. 1861.                                                                                            | C. k. skutečný komoří, rytmistr v armádě, profesní rytíř Maltézského řádu, majitel fideikomisního statku (do roku 1848 panství) Choltice (1811–1861). |
| 4.      | 7.        | Jan Nepomuk Josef Felix z Thun-Hohensteinu   | 8. 5. 1861 Praha-Malá Strana (čp. 7)         | Marie Tereza z Attemsu (č. 2)                                                                   | 15. 10. 1811 Choltice: Nicolasine Baillet de La Tour (č. 3)                                 | Pohřben v Cholticích 11. 5. 1861.                                                                                            | C. k. skutečný komoří, rytmistr v armádě, profesní rytíř Maltézského řádu, majitel fideikomisního statku (do roku 1848 panství) Choltice (1811–1861). |
| 5.      | 8.        | Žofie z Thun-Hohensteinu                     | 28. 3. 1814                                  | Jan Nepomuk z Thun-Hohensteinu (č. 4)                                                           |                                                                                             | Pohřbena 3. 10. 1867 v Cholticích.                                                                                           | Dáma Řádu hvězdového kříže, dáma Tereziánského ústavu šlechtičen v Praze, dvorní dáma arcivévodkyně Hildegardy. |
| 5.      | 8.        | Žofie z Thun-Hohensteinu                     | 1. 10. 1867 Choltice                         | Nicolasine Baillet de La Tour (č. 3)                                                            |                                                                                             | Pohřbena 3. 10. 1867 v Cholticích.                                                                                           | Dáma Řádu hvězdového kříže, dáma Tereziánského ústavu šlechtičen v Praze, dvorní dáma arcivévodkyně Hildegardy. |
| 6.      | 9.        | Marie Rudolfina z Thun-Hohensteinu           | 28. 3. 1856 Vídeň                            | Theodor z Thun-Hohensteinu (č. 9)                                                               |                                                                                             | Pohřbena 22. 12. 1871 v Cholticích.                                                                                          | |
| 6.      | 9.        | Marie Rudolfina z Thun-Hohensteinu           | 19. 12. 1871 Choltice                        | Marie Karolína Kinská z Vchynic a Tetova (č. 15)                                                |                                                                                             | Pohřbena 22. 12. 1871 v Cholticích.                                                                                          | |
| 7.      | 8.        | Terezie z Thun-Hohensteinu                   | 16. 8. 1812 Choltice                         | Jan Nepomuk z Thun-Hohensteinu (č. 4)                                                           |                                                                                             | Pohřbena a zaopatřena 14. 12. 1874.                                                                                          | Dáma Tereziánského ústavu šlechtičen v Praze na Hradčanech. |
| 7.      | 8.        | Terezie z Thun-Hohensteinu                   | 12. 12. 1874 Choltice                        | Nicolasine Baillet de La Tour (č. 3)                                                            |                                                                                             | Pohřbena a zaopatřena 14. 12. 1874.                                                                                          | Dáma Tereziánského ústavu šlechtičen v Praze na Hradčanech. |
| 8.      | 8.        | Konstantin z Thun-Hohensteinu                | 11. 6. 1821 Choltice                         | Jan Nepomuk z Thun-Hohensteinu (č. 4)                                                           |                                                                                             | Pohřben v hrobce 17. 3.1876                                                                                                  | C. k. komoří a skutečný tajný rada, c. k. generálmajor ve výslužbě, držitel Vojenského záslužného kříže s válečnou dekorací, komtur Řádu německých rytířů. |
| 8.      | 8.        | Konstantin z Thun-Hohensteinu                | 9. 3. 1876 Neapol                            | Nicolasine Baillet de La Tour (č. 3)                                                            |                                                                                             | Pohřben v hrobce 17. 3.1876                                                                                                  | C. k. komoří a skutečný tajný rada, c. k. generálmajor ve výslužbě, držitel Vojenského záslužného kříže s válečnou dekorací, komtur Řádu německých rytířů. |
| 9.      | 8.        | Theodor z Thun-Hohensteinu                   | 30. 7. 1815 Choltice                         | Jan Nepomuk z Thun-Hohensteinu (č. 4)                                                           | 8. 10. 1850 Choceň: Marie Karolína Kinská z Vchynic a Tetova (č. 15)                        | Pohřben do rodinné hrobky biskupem královéhradeckým 17. 12. 1881.                                                            | C. k. skutečný komoří, poslanec Českého zemského sněmu a Říšské rady, major ve výslužbě, majitel fideikomisního statku Choltice (1861–1881). |
| 9.      | 8.        | Theodor z Thun-Hohensteinu                   | 9. 12. 1881 Ouchy, Švýcarsko                 | Nicolasine Baillet de La Tour (č. 3)                                                            | 8. 10. 1850 Choceň: Marie Karolína Kinská z Vchynic a Tetova (č. 15)                        | Pohřben do rodinné hrobky biskupem královéhradeckým 17. 12. 1881.                                                            | C. k. skutečný komoří, poslanec Českého zemského sněmu a Říšské rady, major ve výslužbě, majitel fideikomisního statku Choltice (1861–1881). |
| 10.     | 8.        | Nikolasina z Thun-Hohensteinu                | 3. 2. 1817                                   | Jan Nepomuk z Thun-Hohensteinu (č. 4)                                                           |                                                                                             | Pohřbena v hrobce 17. 10. 1885.                                                                                              | Dáma Tereziánského ústavu šlechtičen v Praze na Hradčanech. |
| 10.     | 8.        | Nikolasina z Thun-Hohensteinu                | 13. 10. 1885 Praha                           | Nicolasine Baillet de La Tour (č. 3)                                                            |                                                                                             | Pohřbena v hrobce 17. 10. 1885.                                                                                              | Dáma Tereziánského ústavu šlechtičen v Praze na Hradčanech. |
| 11.     | 8.        | František z Thun-Hohensteinu                 | 27. 7. 1826 Choltice                         | Jan Nepomuk z Thun-Hohensteinu (č. 4)                                                           | 16. 6. 1877 Innsbruck: Augusta-Evženie z Urachu 27. 12. 1842 Stuttgart – 11. 3. 1916 Schwaz | Pohřben v hrobce 5. 8. 1888.                                                                                                 | C. k. skutečný komoří a tajný rada, rytíř Řádu železné koruny I. třídy (válečná dekorace II. třídy) a rakouského Leopoldova řádu (válečná dekorace), držitel Vojenského záslužného kříže (válečná dekorace), rakouské a mexické válečné medaile, velkokříž a komandér vysokých zahraničních řádů, majitel pěšího pluku č. 54. Zúčastnil se výpravy arcivévody Maxmiliána do Mexika a později v rakousko-uherské armádě dosáhl hodnosti c. k. polního zbrojmistra. Manželka se poprvé provdala 4. října 1865 na zámku Lichtenstein za Rudolfa hraběte z Enzenbergu (25. 8. 1835 Innsbruck – 1. 1. 1874 Schwaz) a byla pohřbena ve Schwazu v Tyrolsku. |
| 11.     | 8.        | František z Thun-Hohensteinu                 | 30. 7. 1888 Schwaz, Tyrolsko                 | Nicolasine Baillet de La Tour (č. 3)                                                            | 16. 6. 1877 Innsbruck: Augusta-Evženie z Urachu 27. 12. 1842 Stuttgart – 11. 3. 1916 Schwaz | Pohřben v hrobce 5. 8. 1888.                                                                                                 | C. k. skutečný komoří a tajný rada, rytíř Řádu železné koruny I. třídy (válečná dekorace II. třídy) a rakouského Leopoldova řádu (válečná dekorace), držitel Vojenského záslužného kříže (válečná dekorace), rakouské a mexické válečné medaile, velkokříž a komandér vysokých zahraničních řádů, majitel pěšího pluku č. 54. Zúčastnil se výpravy arcivévody Maxmiliána do Mexika a později v rakousko-uherské armádě dosáhl hodnosti c. k. polního zbrojmistra. Manželka se poprvé provdala 4. října 1865 na zámku Lichtenstein za Rudolfa hraběte z Enzenbergu (25. 8. 1835 Innsbruck – 1. 1. 1874 Schwaz) a byla pohřbena ve Schwazu v Tyrolsku. |
| 12.     | 10.       | Louisa Eleonora z Thun-Hohensteinu           | 27. 2. 1892 Choltice                         | Jan Nepomuk Rudolf z Thun-Hohensteinu (č. 16)                                                   |                                                                                             | Pohřbena v hrobce 29. 2. 1892                                                                                                | Zemřela po třech hodinách. |
| 12.     | 10.       | Louisa Eleonora z Thun-Hohensteinu           | 27. 2. 1892 Choltice                         | Marie Karolína ze Šternberka (č. 13)                                                            |                                                                                             | Pohřbena v hrobce 29. 2. 1892                                                                                                | Zemřela po třech hodinách. |
| 13.     | (9.)      | Marie Karolína ze Šternberka                 | 4. 1. 1867 Pohořelice                        | Leopold II. Mořic ze Šternberka 22. 12. 1811 Pohořelice – 21. 9. 1899 Rájec nad Svitavou        | 22. 6. 1885 Praha: Jan Nepomuk Rudolf z Thun-Hohensteinu (č. 16)                            | Pohřbena v hrobce 3. 3. 1892                                                                                                 | Dáma Řádu hvězdového kříže. Zemřela ve 25 letech na spálu. Porodila následující děti (čtyři dcery a syna): - 1. mrtvě narozená dcera (21. 5. 1886 Choltice) - 2. Karolína Marie, zvaná Lilly, provd. Haugwitzová (1887–1967) - 3. Leopold (1888–1944; č. 19) - 4. Ernestine Marie (1890–1969), dáma Ústavu šlechtičen u sv. Andělů v Praze na Novém Městě - 5. Louisa Eleonora (1892–1892; č. 12). |
| 13.     | (9.)      | Marie Karolína ze Šternberka                 | 29. 2. 1892 Choltice                         | Luisa z Hohenlohe-Bartenstein-Jagtsbergu 21. 8. 1840 Haltenbergstetten – 16. 1. 1873 Pohořelice | 22. 6. 1885 Praha: Jan Nepomuk Rudolf z Thun-Hohensteinu (č. 16)                            | Pohřbena v hrobce 3. 3. 1892                                                                                                 | Dáma Řádu hvězdového kříže. Zemřela ve 25 letech na spálu. Porodila následující děti (čtyři dcery a syna): - 1. mrtvě narozená dcera (21. 5. 1886 Choltice) - 2. Karolína Marie, zvaná Lilly, provd. Haugwitzová (1887–1967) - 3. Leopold (1888–1944; č. 19) - 4. Ernestine Marie (1890–1969), dáma Ústavu šlechtičen u sv. Andělů v Praze na Novém Městě - 5. Louisa Eleonora (1892–1892; č. 12). |
| 14.     | 9.        | Vincenc z Thun-Hohensteinu                   | 11. 3. 1861 Praha                            | Theodor z Thun-Hohensteinu (č. 9)                                                               |                                                                                             | Pohřben v hrobce 15. 8. 1902.                                                                                                | Komtur Řádu německých rytířů, c. k. komoří, rytmistr u 9. pluku hraběte Nádasdyho c. k. husarů, držitel záslužné a jubilejní medaile. |
| 14.     | 9.        | Vincenc z Thun-Hohensteinu                   | 12. 8. 1902 Choltice                         | Marie Karolína Kinská z Vchynic a Tetova (č. 15)                                                |                                                                                             | Pohřben v hrobce 15. 8. 1902.                                                                                                | Komtur Řádu německých rytířů, c. k. komoří, rytmistr u 9. pluku hraběte Nádasdyho c. k. husarů, držitel záslužné a jubilejní medaile. |
| 15.     | (8.)      | Marie Karolína Kinská z Vchynic a Tetova     | 22. 9. 1832 Vídeň                            | Rudolf Kinský z Vchynic a Tetova 30. 3. 1802 Praha – 27. 1. 1836 Linz                           | 8. 10. 1850 Choceň: Teodor z Thun-Hohensteinu (č. 9)                                        | Pohřbena v hrobce 3. 1. 1905.                                                                                                | Dáma Řádu hvězdového kříže a palácová dáma. Narodily se jí následující děti: - 1. Maria Vilemina, provd. von der Vorst-Lombeck und Gudenau (Mirbach-Harff) (1851–1929) - 2. Marie Nicolasine, provd. Podstatzká-Lichtenstein (1852–1938; pohřbena v hrobce Podstatzky-Lichtensteinů ve Velkém Újezdě) - 3. Marie (1854–1916) - 4. Maria Rudolfina (1856–1871; č. 6) - 5. Jan Nepomuk Rudolf (1857–1921; č. 16) - 6. Maria Anna, provd. Clannerová z Engelshofenu (1859–1926) - 7. Vincenc Osvald (1861–1902; č. 14) |
| 15.     | (8.)      | Marie Karolína Kinská z Vchynic a Tetova     | 29. 12. 1904 Praha-Malá Strana (dům čp. 382) | Vilemína Alžběta z Colloredo-Mannsfeldu 20. 7. 1804 Vídeň – 3. 12. 1871 Heřmanův Městec         | 8. 10. 1850 Choceň: Teodor z Thun-Hohensteinu (č. 9)                                        | Pohřbena v hrobce 3. 1. 1905.                                                                                                | Dáma Řádu hvězdového kříže a palácová dáma. Narodily se jí následující děti: - 1. Maria Vilemina, provd. von der Vorst-Lombeck und Gudenau (Mirbach-Harff) (1851–1929) - 2. Marie Nicolasine, provd. Podstatzká-Lichtenstein (1852–1938; pohřbena v hrobce Podstatzky-Lichtensteinů ve Velkém Újezdě) - 3. Marie (1854–1916) - 4. Maria Rudolfina (1856–1871; č. 6) - 5. Jan Nepomuk Rudolf (1857–1921; č. 16) - 6. Maria Anna, provd. Clannerová z Engelshofenu (1859–1926) - 7. Vincenc Osvald (1861–1902; č. 14) |
| 16.     | 9.        | Jan Nepomuk Rudolf z Thun-Hohensteinu        | 8. 7. 1857 Choltice                          | Theodor z Thun-Hohensteinu (č. 9)                                                               | 22. 6. 1885 Praha: Marie Karolína ze Šternberka (č. 13)                                     | Dočasně byl pohřben v Brixenu. Po deseti letech byly ostatky převezeny do Choltic a 6. 6. 1931 slavnostně pohřbeny v hrobce. | C. k. komoří a majitel fideikomisního statku Choltice (1881–1921), proslul výstředním stylem života. |
| 16.     | 9.        | Jan Nepomuk Rudolf z Thun-Hohensteinu        | 5. 6. 1921 Brixen                            | Marie Karolína Kinská z Vchynic a Tetova (č. 15)                                                | 22. 6. 1885 Praha: Marie Karolína ze Šternberka (č. 13)                                     | Dočasně byl pohřben v Brixenu. Po deseti letech byly ostatky převezeny do Choltic a 6. 6. 1931 slavnostně pohřbeny v hrobce. | C. k. komoří a majitel fideikomisního statku Choltice (1881–1921), proslul výstředním stylem života. |
| 17.     | (10.)     | Pia Julia Waitz                              | 23. 2. 1891 Brixen                           |                                                                                                 | 15. 3. 1913 Innsbruck: Leopold z Thun-Hohensteinu (č. 19)                                   | Pohřbena v hrobce 21. 10.1930 biskupem královéhradeckým.                                                                     | Pocházela z měšťanské vrstvy, nebyla urozená. Zemřela ve věku 39 let na tuberkulózu. Narodila se jí jediná dcera - Eleonore Sophie Marie, provdaná Schmitz (* 1916 Gries bei Bozen). |
| 17.     | (10.)     | Pia Julia Waitz                              | 18. 10. 1930 Choltice                        | Sofia Waitz                                                                                     | 15. 3. 1913 Innsbruck: Leopold z Thun-Hohensteinu (č. 19)                                   | Pohřbena v hrobce 21. 10.1930 biskupem královéhradeckým.                                                                     | Pocházela z měšťanské vrstvy, nebyla urozená. Zemřela ve věku 39 let na tuberkulózu. Narodila se jí jediná dcera - Eleonore Sophie Marie, provdaná Schmitz (* 1916 Gries bei Bozen). |
| 18.     | 11.       | Petr Vigilius Thun-Hohenstein                | 10. 9. 1937 Choltice                         | Leopold z Thun-Hohensteinu (č. 19)                                                              |                                                                                             | Pohřben v hrobce 4. 2. 1938.                                                                                                 | |
| 18.     | 11.       | Petr Vigilius Thun-Hohenstein                | 2. 2. 1938 Choltice                          | Irene Hirnigel (č. 21)                                                                          |                                                                                             | Pohřben v hrobce 4. 2. 1938.                                                                                                 | |
| 19.     | 10.       | Leopold Thun-Hohenstein                      | 10. 12. 1888 Choltice                        | Jan Nepomuk Rudolf z Thun-Hohensteinu (č. 16)                                                   | 15. 3. 1913 Innsbruck: Pia Julia Waitz (č. 17)                                              | | Majitel statku Choltice (1921–1944), on i jeho manželka byli členy NSDAP. |
| 19.     | 10.       | Leopold Thun-Hohenstein                      | 29. 9. 1944 Praha                            | Marie Karolína ze Šternberka (č. 13)                                                            | 30. 6. 1932 Choltice: Irene Hirnigel                                                        | | Majitel statku Choltice (1921–1944), on i jeho manželka byli členy NSDAP. |
| 20.     | 11.       | Romedius Leopold Thun-Hohenstein             | 27. 12. 1934 Choltice                        | Leopold Thun-Hohenstein (č. 19)                                                                 |                                                                                             | | |
| 20.     | 11.       | Romedius Leopold Thun-Hohenstein             | 6. 4. 1963 Augsburg                          | Irene Hirnigel (č. 21)                                                                          |                                                                                             | | |
| 21.     | (10.)     | Irene Thun-Hohensteinová, roz. Hirnigel      | 19. 11. 1904 Bolzano                         |                                                                                                 | 30. 6. 1932 Choltice: Leopold Thun-Hohenstein (č. 19)                                       | | Narodily se jí následující děti: - 1. Marie-Christine, provd. Reeves (* 1933) - 2. Romedius Leopold (1934–1963; č. 20) - 3. Petr Vigilius (1937–1938; č. 18) - 4. Berchthold Adam (* 1939) |
| 21.     | (10.)     | Irene Thun-Hohensteinová, roz. Hirnigel      | 2. 9. 1976                                   |                                                                                                 | 30. 6. 1932 Choltice: Leopold Thun-Hohenstein (č. 19)                                       | | Narodily se jí následující děti: - 1. Marie-Christine, provd. Reeves (* 1933) - 2. Romedius Leopold (1934–1963; č. 20) - 3. Petr Vigilius (1937–1938; č. 18) - 4. Berchthold Adam (* 1939) |

### Příbuzenské vztahy pohřbených
Následující schéma znázorňuje příbuzenské vztahy. Červeně orámovaní jsou pohřbení v hrobce na hřbitově, modře někde v Cholticích, arabské číslice odpovídají pořadí úmrtí podle předchozí tabulky. Římské číslice představují pořadí manžela nebo manželky, pokud někdo uzavřel sňatek více než jednou. Zeleně je orámován Berchthold Adam Thun-Hohenstein, kterému se podařilo zrestituovat část mobiliáře Choltického zámku. Vzhledem k účelu schématu se nejedná o kompletní rodokmen Thun-Hohensteinů.
|                                                            |                                                            |                                                            |                                                            |                                                            |                                                            |                                      |                                      |                                                                    |                                                                    |                                                                    |                                                                    |                                                                    |                                                                    |                                                |                                                |                                                     |                                                     |                                                     |                                                     |                                                     |                                                     |                                              |                                              |                                                |                                                |                                                |                                                |                                                         |                                                         |                                                         |                                                         |                                                            |                                                            |                                                            |                                                            | I. Marie Kristýna z Hohenzollern-Hechingenu 1715–1749      | I. Marie Kristýna z Hohenzollern-Hechingenu 1715–1749      | I. Marie Kristýna z Hohenzollern-Hechingenu 1715–1749 | I. Marie Kristýna z Hohenzollern-Hechingenu 1715–1749 | I. Marie Kristýna z Hohenzollern-Hechingenu 1715–1749 | I. Marie Kristýna z Hohenzollern-Hechingenu 1715–1749 |                                                   |                                                   | Jan Josef František z Thun-Hohensteinu 1711–1788  | Jan Josef František z Thun-Hohensteinu 1711–1788  | Jan Josef František z Thun-Hohensteinu 1711–1788 | Jan Josef František z Thun-Hohensteinu 1711–1788 | Jan Josef František z Thun-Hohensteinu 1711–1788            | Jan Josef František z Thun-Hohensteinu 1711–1788            |                                                             |                                                             | II. Marie Alžběta Kollonitzová z Kollegrádu 1732–1754       | II. Marie Alžběta Kollonitzová z Kollegrádu 1732–1754       | II. Marie Alžběta Kollonitzová z Kollegrádu 1732–1754 | II. Marie Alžběta Kollonitzová z Kollegrádu 1732–1754 | II. Marie Alžběta Kollonitzová z Kollegrádu 1732–1754 | II. Marie Alžběta Kollonitzová z Kollegrádu 1732–1754 |                                                  |                                                  |                                                  |                                                  |  |  |                                                 |                                                 |                                                 |                                                 |                                                 |                                                 |  |  |                                         |                                         |                                         |                                         |                                         |                                         |  |  |                                        |                                        |                                        |                                        |                                        |                                        |  |  |
|                                                            |                                                            |                                                            |                                                            |                                                            |                                                            |                                      |                                      |                                                                    |                                                                    |                                                                    |                                                                    |                                                                    |                                                                    |                                                |                                                |                                                     |                                                     |                                                     |                                                     |                                                     |                                                     |                                              |                                              |                                                |                                                |                                                |                                                |                                                         |                                                         |                                                         |                                                         |                                                            |                                                            |                                                            |                                                            | I. Marie Kristýna z Hohenzollern-Hechingenu 1715–1749      | I. Marie Kristýna z Hohenzollern-Hechingenu 1715–1749      | I. Marie Kristýna z Hohenzollern-Hechingenu 1715–1749 | I. Marie Kristýna z Hohenzollern-Hechingenu 1715–1749 | I. Marie Kristýna z Hohenzollern-Hechingenu 1715–1749 | I. Marie Kristýna z Hohenzollern-Hechingenu 1715–1749 |                                                   |                                                   | Jan Josef František z Thun-Hohensteinu 1711–1788  | Jan Josef František z Thun-Hohensteinu 1711–1788  | Jan Josef František z Thun-Hohensteinu 1711–1788 | Jan Josef František z Thun-Hohensteinu 1711–1788 | Jan Josef František z Thun-Hohensteinu 1711–1788            | Jan Josef František z Thun-Hohensteinu 1711–1788            |                                                             |                                                             | II. Marie Alžběta Kollonitzová z Kollegrádu 1732–1754       | II. Marie Alžběta Kollonitzová z Kollegrádu 1732–1754       | II. Marie Alžběta Kollonitzová z Kollegrádu 1732–1754 | II. Marie Alžběta Kollonitzová z Kollegrádu 1732–1754 | II. Marie Alžběta Kollonitzová z Kollegrádu 1732–1754 | II. Marie Alžběta Kollonitzová z Kollegrádu 1732–1754 |                                                  |                                                  |                                                  |                                                  |  |  |                                                 |                                                 |                                                 |                                                 |                                                 |                                                 |  |  |                                         |                                         |                                         |                                         |                                         |                                         |  |  |                                        |                                        |                                        |                                        |                                        |                                        |  |  |
|                                                            |                                                            |                                                            |                                                            |                                                            |                                                            |                                      |                                      |                                                                    |                                                                    |                                                                    |                                                                    |                                                                    |                                                                    |                                                |                                                |                                                     |                                                     |                                                     |                                                     |                                                     |                                                     |                                              |                                              |                                                |                                                |                                                |                                                |                                                         |                                                         |                                                         |                                                         |                                                            |                                                            |                                                            |                                                            |                                                            |                                                            |                                                       |                                                       |                                                       |                                                       |                                                   |                                                   |                                                   |                                                   |                                                  |                                                  |                                                             |                                                             |                                                             |                                                             |                                                             |                                                             |                                                       |                                                       |                                                       |                                                       |                                                  |                                                  |                                                  |                                                  |  |  |                                                 |                                                 |                                                 |                                                 |                                                 |                                                 |  |  |                                         |                                         |                                         |                                         |                                         |                                         |  |  |                                        |                                        |                                        |                                        |                                        |                                        |  |  |
|                                                            |                                                            |                                                            |                                                            |                                                            |                                                            |                                      |                                      |                                                                    |                                                                    |                                                                    |                                                                    |                                                                    |                                                                    |                                                |                                                |                                                     |                                                     |                                                     |                                                     |                                                     |                                                     |                                              |                                              |                                                |                                                |                                                |                                                |                                                         |                                                         |                                                         |                                                         |                                                            |                                                            |                                                            |                                                            |                                                            |                                                            |                                                       |                                                       |                                                       |                                                       |                                                   |                                                   |                                                   |                                                   |                                                  |                                                  |                                                             |                                                             |                                                             |                                                             |                                                             |                                                             |                                                       |                                                       |                                                       |                                                       |                                                  |                                                  |                                                  |                                                  |  |  |                                                 |                                                 |                                                 |                                                 |                                                 |                                                 |  |  |                                         |                                         |                                         |                                         |                                         |                                         |  |  |                                        |                                        |                                        |                                        |                                        |                                        |  |  |
| František Jan Josef z Thun-Hohensteinu 1734–1800 KLÁŠTEREC | František Jan Josef z Thun-Hohensteinu 1734–1800 KLÁŠTEREC | František Jan Josef z Thun-Hohensteinu 1734–1800 KLÁŠTEREC | František Jan Josef z Thun-Hohensteinu 1734–1800 KLÁŠTEREC | František Jan Josef z Thun-Hohensteinu 1734–1800 KLÁŠTEREC | František Jan Josef z Thun-Hohensteinu 1734–1800 KLÁŠTEREC |                                      |                                      | Marie Vilemína z Ulfeldu 1744–1800                                 | Marie Vilemína z Ulfeldu 1744–1800                                 | Marie Vilemína z Ulfeldu 1744–1800                                 | Marie Vilemína z Ulfeldu 1744–1800                                 | Marie Vilemína z Ulfeldu 1744–1800                                 | Marie Vilemína z Ulfeldu 1744–1800                                 |                                                |                                                | Václav Josef Jan z Thun-Hohensteinu 1737–1796 DĚČÍN | Václav Josef Jan z Thun-Hohensteinu 1737–1796 DĚČÍN | Václav Josef Jan z Thun-Hohensteinu 1737–1796 DĚČÍN | Václav Josef Jan z Thun-Hohensteinu 1737–1796 DĚČÍN | Václav Josef Jan z Thun-Hohensteinu 1737–1796 DĚČÍN | Václav Josef Jan z Thun-Hohensteinu 1737–1796 DĚČÍN |                                              |                                              | Marie Anna Liebsteinská z Kolowrat 1750–1828   | Marie Anna Liebsteinská z Kolowrat 1750–1828   | Marie Anna Liebsteinská z Kolowrat 1750–1828   | Marie Anna Liebsteinská z Kolowrat 1750–1828   | Marie Anna Liebsteinská z Kolowrat 1750–1828            | Marie Anna Liebsteinská z Kolowrat 1750–1828            |                                                         |                                                         | 1. Jan Nepomuk Josef z Thun-Hohensteinu 1742–1811 CHOLTICE | 1. Jan Nepomuk Josef z Thun-Hohensteinu 1742–1811 CHOLTICE | 1. Jan Nepomuk Josef z Thun-Hohensteinu 1742–1811 CHOLTICE | 1. Jan Nepomuk Josef z Thun-Hohensteinu 1742–1811 CHOLTICE | 1. Jan Nepomuk Josef z Thun-Hohensteinu 1742–1811 CHOLTICE | 1. Jan Nepomuk Josef z Thun-Hohensteinu 1742–1811 CHOLTICE |                                                       |                                                       | 2. Marie Tereza z Attemsu 1759–1840                   | 2. Marie Tereza z Attemsu 1759–1840                   | 2. Marie Tereza z Attemsu 1759–1840               | 2. Marie Tereza z Attemsu 1759–1840               | 2. Marie Tereza z Attemsu 1759–1840               | 2. Marie Tereza z Attemsu 1759–1840               |                                                  |                                                  | Antonín Josef Adalbert z Thun-Hohensteinu 1754–1840 BENÁTKY | Antonín Josef Adalbert z Thun-Hohensteinu 1754–1840 BENÁTKY | Antonín Josef Adalbert z Thun-Hohensteinu 1754–1840 BENÁTKY | Antonín Josef Adalbert z Thun-Hohensteinu 1754–1840 BENÁTKY | Antonín Josef Adalbert z Thun-Hohensteinu 1754–1840 BENÁTKY | Antonín Josef Adalbert z Thun-Hohensteinu 1754–1840 BENÁTKY |                                                       |                                                       | Marie Terezie Wratislavová z Mitrowicz 1766–1851      | Marie Terezie Wratislavová z Mitrowicz 1766–1851      | Marie Terezie Wratislavová z Mitrowicz 1766–1851 | Marie Terezie Wratislavová z Mitrowicz 1766–1851 | Marie Terezie Wratislavová z Mitrowicz 1766–1851 | Marie Terezie Wratislavová z Mitrowicz 1766–1851 |  |  |                                                 |                                                 |                                                 |                                                 |                                                 |                                                 |  |  |                                         |                                         |                                         |                                         |                                         |                                         |  |  |                                        |                                        |                                        |                                        |                                        |                                        |  |  |
| František Jan Josef z Thun-Hohensteinu 1734–1800 KLÁŠTEREC | František Jan Josef z Thun-Hohensteinu 1734–1800 KLÁŠTEREC | František Jan Josef z Thun-Hohensteinu 1734–1800 KLÁŠTEREC | František Jan Josef z Thun-Hohensteinu 1734–1800 KLÁŠTEREC | František Jan Josef z Thun-Hohensteinu 1734–1800 KLÁŠTEREC | František Jan Josef z Thun-Hohensteinu 1734–1800 KLÁŠTEREC |                                      |                                      | Marie Vilemína z Ulfeldu 1744–1800                                 | Marie Vilemína z Ulfeldu 1744–1800                                 | Marie Vilemína z Ulfeldu 1744–1800                                 | Marie Vilemína z Ulfeldu 1744–1800                                 | Marie Vilemína z Ulfeldu 1744–1800                                 | Marie Vilemína z Ulfeldu 1744–1800                                 |                                                |                                                | Václav Josef Jan z Thun-Hohensteinu 1737–1796 DĚČÍN | Václav Josef Jan z Thun-Hohensteinu 1737–1796 DĚČÍN | Václav Josef Jan z Thun-Hohensteinu 1737–1796 DĚČÍN | Václav Josef Jan z Thun-Hohensteinu 1737–1796 DĚČÍN | Václav Josef Jan z Thun-Hohensteinu 1737–1796 DĚČÍN | Václav Josef Jan z Thun-Hohensteinu 1737–1796 DĚČÍN |                                              |                                              | Marie Anna Liebsteinská z Kolowrat 1750–1828   | Marie Anna Liebsteinská z Kolowrat 1750–1828   | Marie Anna Liebsteinská z Kolowrat 1750–1828   | Marie Anna Liebsteinská z Kolowrat 1750–1828   | Marie Anna Liebsteinská z Kolowrat 1750–1828            | Marie Anna Liebsteinská z Kolowrat 1750–1828            |                                                         |                                                         | 1. Jan Nepomuk Josef z Thun-Hohensteinu 1742–1811 CHOLTICE | 1. Jan Nepomuk Josef z Thun-Hohensteinu 1742–1811 CHOLTICE | 1. Jan Nepomuk Josef z Thun-Hohensteinu 1742–1811 CHOLTICE | 1. Jan Nepomuk Josef z Thun-Hohensteinu 1742–1811 CHOLTICE | 1. Jan Nepomuk Josef z Thun-Hohensteinu 1742–1811 CHOLTICE | 1. Jan Nepomuk Josef z Thun-Hohensteinu 1742–1811 CHOLTICE |                                                       |                                                       | 2. Marie Tereza z Attemsu 1759–1840                   | 2. Marie Tereza z Attemsu 1759–1840                   | 2. Marie Tereza z Attemsu 1759–1840               | 2. Marie Tereza z Attemsu 1759–1840               | 2. Marie Tereza z Attemsu 1759–1840               | 2. Marie Tereza z Attemsu 1759–1840               |                                                  |                                                  | Antonín Josef Adalbert z Thun-Hohensteinu 1754–1840 BENÁTKY | Antonín Josef Adalbert z Thun-Hohensteinu 1754–1840 BENÁTKY | Antonín Josef Adalbert z Thun-Hohensteinu 1754–1840 BENÁTKY | Antonín Josef Adalbert z Thun-Hohensteinu 1754–1840 BENÁTKY | Antonín Josef Adalbert z Thun-Hohensteinu 1754–1840 BENÁTKY | Antonín Josef Adalbert z Thun-Hohensteinu 1754–1840 BENÁTKY |                                                       |                                                       | Marie Terezie Wratislavová z Mitrowicz 1766–1851      | Marie Terezie Wratislavová z Mitrowicz 1766–1851      | Marie Terezie Wratislavová z Mitrowicz 1766–1851 | Marie Terezie Wratislavová z Mitrowicz 1766–1851 | Marie Terezie Wratislavová z Mitrowicz 1766–1851 | Marie Terezie Wratislavová z Mitrowicz 1766–1851 |  |  |                                                 |                                                 |                                                 |                                                 |                                                 |                                                 |  |  |                                         |                                         |                                         |                                         |                                         |                                         |  |  |                                        |                                        |                                        |                                        |                                        |                                        |  |  |
|                                                            |                                                            |                                                            |                                                            |                                                            |                                                            |                                      |                                      |                                                                    |                                                                    |                                                                    |                                                                    |                                                                    |                                                                    |                                                |                                                |                                                     |                                                     |                                                     |                                                     |                                                     |                                                     |                                              |                                              |                                                |                                                |                                                |                                                |                                                         |                                                         |                                                         |                                                         |                                                            |                                                            |                                                            |                                                            |                                                            |                                                            |                                                       |                                                       |                                                       |                                                       |                                                   |                                                   |                                                   |                                                   |                                                  |                                                  |                                                             |                                                             |                                                             |                                                             |                                                             |                                                             |                                                       |                                                       |                                                       |                                                       |                                                  |                                                  |                                                  |                                                  |  |  |                                                 |                                                 |                                                 |                                                 |                                                 |                                                 |  |  |                                         |                                         |                                         |                                         |                                         |                                         |  |  |                                        |                                        |                                        |                                        |                                        |                                        |  |  |
|                                                            |                                                            |                                                            |                                                            |                                                            |                                                            |                                      |                                      |                                                                    |                                                                    |                                                                    |                                                                    |                                                                    |                                                                    |                                                |                                                |                                                     |                                                     |                                                     |                                                     |                                                     |                                                     |                                              |                                              |                                                |                                                |                                                |                                                |                                                         |                                                         |                                                         |                                                         |                                                            |                                                            |                                                            |                                                            |                                                            |                                                            |                                                       |                                                       |                                                       |                                                       |                                                   |                                                   |                                                   |                                                   |                                                  |                                                  |                                                             |                                                             |                                                             |                                                             |                                                             |                                                             |                                                       |                                                       |                                                       |                                                       |                                                  |                                                  |                                                  |                                                  |  |  |                                                 |                                                 |                                                 |                                                 |                                                 |                                                 |  |  |                                         |                                         |                                         |                                         |                                         |                                         |  |  |                                        |                                        |                                        |                                        |                                        |                                        |  |  |
|                                                            |                                                            |                                                            |                                                            | Alžběta z Thun-Hohensteinu 1783–1867                       | Alžběta z Thun-Hohensteinu 1783–1867                       | Alžběta z Thun-Hohensteinu 1783–1867 | Alžběta z Thun-Hohensteinu 1783–1867 | Alžběta z Thun-Hohensteinu 1783–1867                               | Alžběta z Thun-Hohensteinu 1783–1867                               |                                                                    |                                                                    | Joseph Bogden ze Sturmorucku 1827                                  | Joseph Bogden ze Sturmorucku 1827                                  | Joseph Bogden ze Sturmorucku 1827              | Joseph Bogden ze Sturmorucku 1827              | Joseph Bogden ze Sturmorucku 1827                   | Joseph Bogden ze Sturmorucku 1827                   |                                                     |                                                     | y789. Jan Josef z Thun-Hohensteinu 1784–1789        | y789. Jan Josef z Thun-Hohensteinu 1784–1789        | y789. Jan Josef z Thun-Hohensteinu 1784–1789 | y789. Jan Josef z Thun-Hohensteinu 1784–1789 | y789. Jan Josef z Thun-Hohensteinu 1784–1789   | y789. Jan Josef z Thun-Hohensteinu 1784–1789   |                                                |                                                | 4. Jan Nepomuk Josef Felix z Thun-Hohensteinu 1786–1861 | 4. Jan Nepomuk Josef Felix z Thun-Hohensteinu 1786–1861 | 4. Jan Nepomuk Josef Felix z Thun-Hohensteinu 1786–1861 | 4. Jan Nepomuk Josef Felix z Thun-Hohensteinu 1786–1861 | 4. Jan Nepomuk Josef Felix z Thun-Hohensteinu 1786–1861    | 4. Jan Nepomuk Josef Felix z Thun-Hohensteinu 1786–1861    |                                                            |                                                            | 3. Nicolasine Baillet de La Tour 1788–1840                 | 3. Nicolasine Baillet de La Tour 1788–1840                 | 3. Nicolasine Baillet de La Tour 1788–1840            | 3. Nicolasine Baillet de La Tour 1788–1840            | 3. Nicolasine Baillet de La Tour 1788–1840            | 3. Nicolasine Baillet de La Tour 1788–1840            |                                                   |                                                   | x789. Terezie z Thun-Hohensteinu 1788–1789        | x789. Terezie z Thun-Hohensteinu 1788–1789        | x789. Terezie z Thun-Hohensteinu 1788–1789       | x789. Terezie z Thun-Hohensteinu 1788–1789       | x789. Terezie z Thun-Hohensteinu 1788–1789                  | x789. Terezie z Thun-Hohensteinu 1788–1789                  |                                                             |                                                             |                                                             |                                                             |                                                       |                                                       |                                                       |                                                       |                                                  |                                                  |                                                  |                                                  |  |  |                                                 |                                                 |                                                 |                                                 |                                                 |                                                 |  |  |                                         |                                         |                                         |                                         |                                         |                                         |  |  |                                        |                                        |                                        |                                        |                                        |                                        |  |  |
|                                                            |                                                            |                                                            |                                                            | Alžběta z Thun-Hohensteinu 1783–1867                       | Alžběta z Thun-Hohensteinu 1783–1867                       | Alžběta z Thun-Hohensteinu 1783–1867 | Alžběta z Thun-Hohensteinu 1783–1867 | Alžběta z Thun-Hohensteinu 1783–1867                               | Alžběta z Thun-Hohensteinu 1783–1867                               |                                                                    |                                                                    | Joseph Bogden ze Sturmorucku 1827                                  | Joseph Bogden ze Sturmorucku 1827                                  | Joseph Bogden ze Sturmorucku 1827              | Joseph Bogden ze Sturmorucku 1827              | Joseph Bogden ze Sturmorucku 1827                   | Joseph Bogden ze Sturmorucku 1827                   |                                                     |                                                     | y789. Jan Josef z Thun-Hohensteinu 1784–1789        | y789. Jan Josef z Thun-Hohensteinu 1784–1789        | y789. Jan Josef z Thun-Hohensteinu 1784–1789 | y789. Jan Josef z Thun-Hohensteinu 1784–1789 | y789. Jan Josef z Thun-Hohensteinu 1784–1789   | y789. Jan Josef z Thun-Hohensteinu 1784–1789   |                                                |                                                | 4. Jan Nepomuk Josef Felix z Thun-Hohensteinu 1786–1861 | 4. Jan Nepomuk Josef Felix z Thun-Hohensteinu 1786–1861 | 4. Jan Nepomuk Josef Felix z Thun-Hohensteinu 1786–1861 | 4. Jan Nepomuk Josef Felix z Thun-Hohensteinu 1786–1861 | 4. Jan Nepomuk Josef Felix z Thun-Hohensteinu 1786–1861    | 4. Jan Nepomuk Josef Felix z Thun-Hohensteinu 1786–1861    |                                                            |                                                            | 3. Nicolasine Baillet de La Tour 1788–1840                 | 3. Nicolasine Baillet de La Tour 1788–1840                 | 3. Nicolasine Baillet de La Tour 1788–1840            | 3. Nicolasine Baillet de La Tour 1788–1840            | 3. Nicolasine Baillet de La Tour 1788–1840            | 3. Nicolasine Baillet de La Tour 1788–1840            |                                                   |                                                   | x789. Terezie z Thun-Hohensteinu 1788–1789        | x789. Terezie z Thun-Hohensteinu 1788–1789        | x789. Terezie z Thun-Hohensteinu 1788–1789       | x789. Terezie z Thun-Hohensteinu 1788–1789       | x789. Terezie z Thun-Hohensteinu 1788–1789                  | x789. Terezie z Thun-Hohensteinu 1788–1789                  |                                                             |                                                             |                                                             |                                                             |                                                       |                                                       |                                                       |                                                       |                                                  |                                                  |                                                  |                                                  |  |  |                                                 |                                                 |                                                 |                                                 |                                                 |                                                 |  |  |                                         |                                         |                                         |                                         |                                         |                                         |  |  |                                        |                                        |                                        |                                        |                                        |                                        |  |  |
|                                                            |                                                            |                                                            |                                                            |                                                            |                                                            |                                      |                                      |                                                                    |                                                                    |                                                                    |                                                                    |                                                                    |                                                                    |                                                |                                                |                                                     |                                                     |                                                     |                                                     |                                                     |                                                     |                                              |                                              |                                                |                                                |                                                |                                                |                                                         |                                                         |                                                         |                                                         |                                                            |                                                            |                                                            |                                                            |                                                            |                                                            |                                                       |                                                       |                                                       |                                                       |                                                   |                                                   |                                                   |                                                   |                                                  |                                                  |                                                             |                                                             |                                                             |                                                             |                                                             |                                                             |                                                       |                                                       |                                                       |                                                       |                                                  |                                                  |                                                  |                                                  |  |  |                                                 |                                                 |                                                 |                                                 |                                                 |                                                 |  |  |                                         |                                         |                                         |                                         |                                         |                                         |  |  |                                        |                                        |                                        |                                        |                                        |                                        |  |  |
|                                                            |                                                            |                                                            |                                                            |                                                            |                                                            |                                      |                                      |                                                                    |                                                                    |                                                                    |                                                                    |                                                                    |                                                                    |                                                |                                                |                                                     |                                                     |                                                     |                                                     |                                                     |                                                     |                                              |                                              |                                                |                                                |                                                |                                                |                                                         |                                                         |                                                         |                                                         |                                                            |                                                            |                                                            |                                                            |                                                            |                                                            |                                                       |                                                       |                                                       |                                                       |                                                   |                                                   |                                                   |                                                   |                                                  |                                                  |                                                             |                                                             |                                                             |                                                             |                                                             |                                                             |                                                       |                                                       |                                                       |                                                       |                                                  |                                                  |                                                  |                                                  |  |  |                                                 |                                                 |                                                 |                                                 |                                                 |                                                 |  |  |                                         |                                         |                                         |                                         |                                         |                                         |  |  |                                        |                                        |                                        |                                        |                                        |                                        |  |  |
| 7. Terezie z Thun-Hohensteinu 1812–1874                    | 7. Terezie z Thun-Hohensteinu 1812–1874                    | 7. Terezie z Thun-Hohensteinu 1812–1874                    | 7. Terezie z Thun-Hohensteinu 1812–1874                    | 7. Terezie z Thun-Hohensteinu 1812–1874                    | 7. Terezie z Thun-Hohensteinu 1812–1874                    |                                      |                                      | 5. Žofie z Thun-Hohensteinu 1814–1867                              | 5. Žofie z Thun-Hohensteinu 1814–1867                              | 5. Žofie z Thun-Hohensteinu 1814–1867                              | 5. Žofie z Thun-Hohensteinu 1814–1867                              | 5. Žofie z Thun-Hohensteinu 1814–1867                              | 5. Žofie z Thun-Hohensteinu 1814–1867                              |                                                |                                                | 9. Theodor z Thun-Hohensteinu 1815–1881             | 9. Theodor z Thun-Hohensteinu 1815–1881             | 9. Theodor z Thun-Hohensteinu 1815–1881             | 9. Theodor z Thun-Hohensteinu 1815–1881             | 9. Theodor z Thun-Hohensteinu 1815–1881             | 9. Theodor z Thun-Hohensteinu 1815–1881             |                                              |                                              | 15. Marie Karolína Kinská 1832–1904            | 15. Marie Karolína Kinská 1832–1904            | 15. Marie Karolína Kinská 1832–1904            | 15. Marie Karolína Kinská 1832–1904            | 15. Marie Karolína Kinská 1832–1904                     | 15. Marie Karolína Kinská 1832–1904                     |                                                         |                                                         | 10. Nikolasina z Thun-Hohensteinu 1817–1885                | 10. Nikolasina z Thun-Hohensteinu 1817–1885                | 10. Nikolasina z Thun-Hohensteinu 1817–1885                | 10. Nikolasina z Thun-Hohensteinu 1817–1885                | 10. Nikolasina z Thun-Hohensteinu 1817–1885                | 10. Nikolasina z Thun-Hohensteinu 1817–1885                |                                                       |                                                       | 8. Konstantin Ludvík z Thun-Hohensteinu 1821–1876     | 8. Konstantin Ludvík z Thun-Hohensteinu 1821–1876     | 8. Konstantin Ludvík z Thun-Hohensteinu 1821–1876 | 8. Konstantin Ludvík z Thun-Hohensteinu 1821–1876 | 8. Konstantin Ludvík z Thun-Hohensteinu 1821–1876 | 8. Konstantin Ludvík z Thun-Hohensteinu 1821–1876 |                                                  |                                                  | Rudolf z Thun-Hohensteinu 1825–1849                         | Rudolf z Thun-Hohensteinu 1825–1849                         | Rudolf z Thun-Hohensteinu 1825–1849                         | Rudolf z Thun-Hohensteinu 1825–1849                         | Rudolf z Thun-Hohensteinu 1825–1849                         | Rudolf z Thun-Hohensteinu 1825–1849                         |                                                       |                                                       | 11. František Josef z Thun-Hohensteinu 1826–1888      | 11. František Josef z Thun-Hohensteinu 1826–1888      | 11. František Josef z Thun-Hohensteinu 1826–1888 | 11. František Josef z Thun-Hohensteinu 1826–1888 | 11. František Josef z Thun-Hohensteinu 1826–1888 | 11. František Josef z Thun-Hohensteinu 1826–1888 |  |  | Augusta Evženie z Urachu 1842–1916              | Augusta Evženie z Urachu 1842–1916              | Augusta Evženie z Urachu 1842–1916              | Augusta Evženie z Urachu 1842–1916              | Augusta Evženie z Urachu 1842–1916              | Augusta Evženie z Urachu 1842–1916              |  |  |                                         |                                         |                                         |                                         |                                         |                                         |  |  |                                        |                                        |                                        |                                        |                                        |                                        |  |  |
| 7. Terezie z Thun-Hohensteinu 1812–1874                    | 7. Terezie z Thun-Hohensteinu 1812–1874                    | 7. Terezie z Thun-Hohensteinu 1812–1874                    | 7. Terezie z Thun-Hohensteinu 1812–1874                    | 7. Terezie z Thun-Hohensteinu 1812–1874                    | 7. Terezie z Thun-Hohensteinu 1812–1874                    |                                      |                                      | 5. Žofie z Thun-Hohensteinu 1814–1867                              | 5. Žofie z Thun-Hohensteinu 1814–1867                              | 5. Žofie z Thun-Hohensteinu 1814–1867                              | 5. Žofie z Thun-Hohensteinu 1814–1867                              | 5. Žofie z Thun-Hohensteinu 1814–1867                              | 5. Žofie z Thun-Hohensteinu 1814–1867                              |                                                |                                                | 9. Theodor z Thun-Hohensteinu 1815–1881             | 9. Theodor z Thun-Hohensteinu 1815–1881             | 9. Theodor z Thun-Hohensteinu 1815–1881             | 9. Theodor z Thun-Hohensteinu 1815–1881             | 9. Theodor z Thun-Hohensteinu 1815–1881             | 9. Theodor z Thun-Hohensteinu 1815–1881             |                                              |                                              | 15. Marie Karolína Kinská 1832–1904            | 15. Marie Karolína Kinská 1832–1904            | 15. Marie Karolína Kinská 1832–1904            | 15. Marie Karolína Kinská 1832–1904            | 15. Marie Karolína Kinská 1832–1904                     | 15. Marie Karolína Kinská 1832–1904                     |                                                         |                                                         | 10. Nikolasina z Thun-Hohensteinu 1817–1885                | 10. Nikolasina z Thun-Hohensteinu 1817–1885                | 10. Nikolasina z Thun-Hohensteinu 1817–1885                | 10. Nikolasina z Thun-Hohensteinu 1817–1885                | 10. Nikolasina z Thun-Hohensteinu 1817–1885                | 10. Nikolasina z Thun-Hohensteinu 1817–1885                |                                                       |                                                       | 8. Konstantin Ludvík z Thun-Hohensteinu 1821–1876     | 8. Konstantin Ludvík z Thun-Hohensteinu 1821–1876     | 8. Konstantin Ludvík z Thun-Hohensteinu 1821–1876 | 8. Konstantin Ludvík z Thun-Hohensteinu 1821–1876 | 8. Konstantin Ludvík z Thun-Hohensteinu 1821–1876 | 8. Konstantin Ludvík z Thun-Hohensteinu 1821–1876 |                                                  |                                                  | Rudolf z Thun-Hohensteinu 1825–1849                         | Rudolf z Thun-Hohensteinu 1825–1849                         | Rudolf z Thun-Hohensteinu 1825–1849                         | Rudolf z Thun-Hohensteinu 1825–1849                         | Rudolf z Thun-Hohensteinu 1825–1849                         | Rudolf z Thun-Hohensteinu 1825–1849                         |                                                       |                                                       | 11. František Josef z Thun-Hohensteinu 1826–1888      | 11. František Josef z Thun-Hohensteinu 1826–1888      | 11. František Josef z Thun-Hohensteinu 1826–1888 | 11. František Josef z Thun-Hohensteinu 1826–1888 | 11. František Josef z Thun-Hohensteinu 1826–1888 | 11. František Josef z Thun-Hohensteinu 1826–1888 |  |  | Augusta Evženie z Urachu 1842–1916              | Augusta Evženie z Urachu 1842–1916              | Augusta Evženie z Urachu 1842–1916              | Augusta Evženie z Urachu 1842–1916              | Augusta Evženie z Urachu 1842–1916              | Augusta Evženie z Urachu 1842–1916              |  |  |                                         |                                         |                                         |                                         |                                         |                                         |  |  |                                        |                                        |                                        |                                        |                                        |                                        |  |  |
|                                                            |                                                            |                                                            |                                                            |                                                            |                                                            |                                      |                                      |                                                                    |                                                                    |                                                                    |                                                                    |                                                                    |                                                                    |                                                |                                                |                                                     |                                                     |                                                     |                                                     |                                                     |                                                     |                                              |                                              |                                                |                                                |                                                |                                                |                                                         |                                                         |                                                         |                                                         |                                                            |                                                            |                                                            |                                                            |                                                            |                                                            |                                                       |                                                       |                                                       |                                                       |                                                   |                                                   |                                                   |                                                   |                                                  |                                                  |                                                             |                                                             |                                                             |                                                             |                                                             |                                                             |                                                       |                                                       |                                                       |                                                       |                                                  |                                                  |                                                  |                                                  |  |  |                                                 |                                                 |                                                 |                                                 |                                                 |                                                 |  |  |                                         |                                         |                                         |                                         |                                         |                                         |  |  |                                        |                                        |                                        |                                        |                                        |                                        |  |  |
|                                                            |                                                            |                                                            |                                                            |                                                            |                                                            |                                      |                                      |                                                                    |                                                                    |                                                                    |                                                                    |                                                                    |                                                                    |                                                |                                                |                                                     |                                                     |                                                     |                                                     |                                                     |                                                     |                                              |                                              |                                                |                                                |                                                |                                                |                                                         |                                                         |                                                         |                                                         |                                                            |                                                            |                                                            |                                                            |                                                            |                                                            |                                                       |                                                       |                                                       |                                                       |                                                   |                                                   |                                                   |                                                   |                                                  |                                                  |                                                             |                                                             |                                                             |                                                             |                                                             |                                                             |                                                       |                                                       |                                                       |                                                       |                                                  |                                                  |                                                  |                                                  |  |  |                                                 |                                                 |                                                 |                                                 |                                                 |                                                 |  |  |                                         |                                         |                                         |                                         |                                         |                                         |  |  |                                        |                                        |                                        |                                        |                                        |                                        |  |  |
| Marie Vilemína z Thun-Hohensteinu 1851–1929                | Marie Vilemína z Thun-Hohensteinu 1851–1929                | Marie Vilemína z Thun-Hohensteinu 1851–1929                | Marie Vilemína z Thun-Hohensteinu 1851–1929                | Marie Vilemína z Thun-Hohensteinu 1851–1929                | Marie Vilemína z Thun-Hohensteinu 1851–1929                |                                      |                                      | Arnošt von der Vorst-Lombeck und Gudenau (Mirbach-Harff) 1845–1901 | Arnošt von der Vorst-Lombeck und Gudenau (Mirbach-Harff) 1845–1901 | Arnošt von der Vorst-Lombeck und Gudenau (Mirbach-Harff) 1845–1901 | Arnošt von der Vorst-Lombeck und Gudenau (Mirbach-Harff) 1845–1901 | Arnošt von der Vorst-Lombeck und Gudenau (Mirbach-Harff) 1845–1901 | Arnošt von der Vorst-Lombeck und Gudenau (Mirbach-Harff) 1845–1901 |                                                |                                                | Marie Nikolasina z Thun-Hohensteinu 1852–1938       | Marie Nikolasina z Thun-Hohensteinu 1852–1938       | Marie Nikolasina z Thun-Hohensteinu 1852–1938       | Marie Nikolasina z Thun-Hohensteinu 1852–1938       | Marie Nikolasina z Thun-Hohensteinu 1852–1938       | Marie Nikolasina z Thun-Hohensteinu 1852–1938       |                                              |                                              | Leopold III. Podstatzky-Lichtenstein 1840–1902 | Leopold III. Podstatzky-Lichtenstein 1840–1902 | Leopold III. Podstatzky-Lichtenstein 1840–1902 | Leopold III. Podstatzky-Lichtenstein 1840–1902 | Leopold III. Podstatzky-Lichtenstein 1840–1902          | Leopold III. Podstatzky-Lichtenstein 1840–1902          |                                                         |                                                         | Marie z Thun-Hohensteinu 1854–1916                         | Marie z Thun-Hohensteinu 1854–1916                         | Marie z Thun-Hohensteinu 1854–1916                         | Marie z Thun-Hohensteinu 1854–1916                         | Marie z Thun-Hohensteinu 1854–1916                         | Marie z Thun-Hohensteinu 1854–1916                         |                                                       |                                                       | 6. Marie Rudolfina z Thun-Hohensteinu 1856–1871       | 6. Marie Rudolfina z Thun-Hohensteinu 1856–1871       | 6. Marie Rudolfina z Thun-Hohensteinu 1856–1871   | 6. Marie Rudolfina z Thun-Hohensteinu 1856–1871   | 6. Marie Rudolfina z Thun-Hohensteinu 1856–1871   | 6. Marie Rudolfina z Thun-Hohensteinu 1856–1871   |                                                  |                                                  | 16. Jan Nepomuk Rudolf z Thun-Hohensteinu 1857–1921         | 16. Jan Nepomuk Rudolf z Thun-Hohensteinu 1857–1921         | 16. Jan Nepomuk Rudolf z Thun-Hohensteinu 1857–1921         | 16. Jan Nepomuk Rudolf z Thun-Hohensteinu 1857–1921         | 16. Jan Nepomuk Rudolf z Thun-Hohensteinu 1857–1921         | 16. Jan Nepomuk Rudolf z Thun-Hohensteinu 1857–1921         |                                                       |                                                       | 13. Marie Karolína ze Šternberka 1867–1892            | 13. Marie Karolína ze Šternberka 1867–1892            | 13. Marie Karolína ze Šternberka 1867–1892       | 13. Marie Karolína ze Šternberka 1867–1892       | 13. Marie Karolína ze Šternberka 1867–1892       | 13. Marie Karolína ze Šternberka 1867–1892       |  |  | 14. Vincenc Osvald z Thun-Hohensteinu 1861–1902 | 14. Vincenc Osvald z Thun-Hohensteinu 1861–1902 | 14. Vincenc Osvald z Thun-Hohensteinu 1861–1902 | 14. Vincenc Osvald z Thun-Hohensteinu 1861–1902 | 14. Vincenc Osvald z Thun-Hohensteinu 1861–1902 | 14. Vincenc Osvald z Thun-Hohensteinu 1861–1902 |  |  | Marie Anna z Thun-Hohensteinu 1859–1926 | Marie Anna z Thun-Hohensteinu 1859–1926 | Marie Anna z Thun-Hohensteinu 1859–1926 | Marie Anna z Thun-Hohensteinu 1859–1926 | Marie Anna z Thun-Hohensteinu 1859–1926 | Marie Anna z Thun-Hohensteinu 1859–1926 |  |  | Artur Clanner z Engelshofenu 1846–1906 | Artur Clanner z Engelshofenu 1846–1906 | Artur Clanner z Engelshofenu 1846–1906 | Artur Clanner z Engelshofenu 1846–1906 | Artur Clanner z Engelshofenu 1846–1906 | Artur Clanner z Engelshofenu 1846–1906 |  |  |
| Marie Vilemína z Thun-Hohensteinu 1851–1929                | Marie Vilemína z Thun-Hohensteinu 1851–1929                | Marie Vilemína z Thun-Hohensteinu 1851–1929                | Marie Vilemína z Thun-Hohensteinu 1851–1929                | Marie Vilemína z Thun-Hohensteinu 1851–1929                | Marie Vilemína z Thun-Hohensteinu 1851–1929                |                                      |                                      | Arnošt von der Vorst-Lombeck und Gudenau (Mirbach-Harff) 1845–1901 | Arnošt von der Vorst-Lombeck und Gudenau (Mirbach-Harff) 1845–1901 | Arnošt von der Vorst-Lombeck und Gudenau (Mirbach-Harff) 1845–1901 | Arnošt von der Vorst-Lombeck und Gudenau (Mirbach-Harff) 1845–1901 | Arnošt von der Vorst-Lombeck und Gudenau (Mirbach-Harff) 1845–1901 | Arnošt von der Vorst-Lombeck und Gudenau (Mirbach-Harff) 1845–1901 |                                                |                                                | Marie Nikolasina z Thun-Hohensteinu 1852–1938       | Marie Nikolasina z Thun-Hohensteinu 1852–1938       | Marie Nikolasina z Thun-Hohensteinu 1852–1938       | Marie Nikolasina z Thun-Hohensteinu 1852–1938       | Marie Nikolasina z Thun-Hohensteinu 1852–1938       | Marie Nikolasina z Thun-Hohensteinu 1852–1938       |                                              |                                              | Leopold III. Podstatzky-Lichtenstein 1840–1902 | Leopold III. Podstatzky-Lichtenstein 1840–1902 | Leopold III. Podstatzky-Lichtenstein 1840–1902 | Leopold III. Podstatzky-Lichtenstein 1840–1902 | Leopold III. Podstatzky-Lichtenstein 1840–1902          | Leopold III. Podstatzky-Lichtenstein 1840–1902          |                                                         |                                                         | Marie z Thun-Hohensteinu 1854–1916                         | Marie z Thun-Hohensteinu 1854–1916                         | Marie z Thun-Hohensteinu 1854–1916                         | Marie z Thun-Hohensteinu 1854–1916                         | Marie z Thun-Hohensteinu 1854–1916                         | Marie z Thun-Hohensteinu 1854–1916                         |                                                       |                                                       | 6. Marie Rudolfina z Thun-Hohensteinu 1856–1871       | 6. Marie Rudolfina z Thun-Hohensteinu 1856–1871       | 6. Marie Rudolfina z Thun-Hohensteinu 1856–1871   | 6. Marie Rudolfina z Thun-Hohensteinu 1856–1871   | 6. Marie Rudolfina z Thun-Hohensteinu 1856–1871   | 6. Marie Rudolfina z Thun-Hohensteinu 1856–1871   |                                                  |                                                  | 16. Jan Nepomuk Rudolf z Thun-Hohensteinu 1857–1921         | 16. Jan Nepomuk Rudolf z Thun-Hohensteinu 1857–1921         | 16. Jan Nepomuk Rudolf z Thun-Hohensteinu 1857–1921         | 16. Jan Nepomuk Rudolf z Thun-Hohensteinu 1857–1921         | 16. Jan Nepomuk Rudolf z Thun-Hohensteinu 1857–1921         | 16. Jan Nepomuk Rudolf z Thun-Hohensteinu 1857–1921         |                                                       |                                                       | 13. Marie Karolína ze Šternberka 1867–1892            | 13. Marie Karolína ze Šternberka 1867–1892            | 13. Marie Karolína ze Šternberka 1867–1892       | 13. Marie Karolína ze Šternberka 1867–1892       | 13. Marie Karolína ze Šternberka 1867–1892       | 13. Marie Karolína ze Šternberka 1867–1892       |  |  | 14. Vincenc Osvald z Thun-Hohensteinu 1861–1902 | 14. Vincenc Osvald z Thun-Hohensteinu 1861–1902 | 14. Vincenc Osvald z Thun-Hohensteinu 1861–1902 | 14. Vincenc Osvald z Thun-Hohensteinu 1861–1902 | 14. Vincenc Osvald z Thun-Hohensteinu 1861–1902 | 14. Vincenc Osvald z Thun-Hohensteinu 1861–1902 |  |  | Marie Anna z Thun-Hohensteinu 1859–1926 | Marie Anna z Thun-Hohensteinu 1859–1926 | Marie Anna z Thun-Hohensteinu 1859–1926 | Marie Anna z Thun-Hohensteinu 1859–1926 | Marie Anna z Thun-Hohensteinu 1859–1926 | Marie Anna z Thun-Hohensteinu 1859–1926 |  |  | Artur Clanner z Engelshofenu 1846–1906 | Artur Clanner z Engelshofenu 1846–1906 | Artur Clanner z Engelshofenu 1846–1906 | Artur Clanner z Engelshofenu 1846–1906 | Artur Clanner z Engelshofenu 1846–1906 | Artur Clanner z Engelshofenu 1846–1906 |  |  |
|                                                            |                                                            |                                                            |                                                            |                                                            |                                                            |                                      |                                      |                                                                    |                                                                    |                                                                    |                                                                    |                                                                    |                                                                    |                                                |                                                |                                                     |                                                     |                                                     |                                                     |                                                     |                                                     |                                              |                                              |                                                |                                                |                                                |                                                |                                                         |                                                         |                                                         |                                                         |                                                            |                                                            |                                                            |                                                            |                                                            |                                                            |                                                       |                                                       |                                                       |                                                       |                                                   |                                                   |                                                   |                                                   |                                                  |                                                  |                                                             |                                                             |                                                             |                                                             |                                                             |                                                             |                                                       |                                                       |                                                       |                                                       |                                                  |                                                  |                                                  |                                                  |  |  |                                                 |                                                 |                                                 |                                                 |                                                 |                                                 |  |  |                                         |                                         |                                         |                                         |                                         |                                         |  |  |                                        |                                        |                                        |                                        |                                        |                                        |  |  |
|                                                            |                                                            |                                                            |                                                            |                                                            |                                                            |                                      |                                      |                                                                    |                                                                    |                                                                    |                                                                    |                                                                    |                                                                    |                                                |                                                |                                                     |                                                     |                                                     |                                                     |                                                     |                                                     |                                              |                                              |                                                |                                                |                                                |                                                |                                                         |                                                         |                                                         |                                                         |                                                            |                                                            |                                                            |                                                            |                                                            |                                                            |                                                       |                                                       |                                                       |                                                       |                                                   |                                                   |                                                   |                                                   |                                                  |                                                  |                                                             |                                                             |                                                             |                                                             |                                                             |                                                             |                                                       |                                                       |                                                       |                                                       |                                                  |                                                  |                                                  |                                                  |  |  |                                                 |                                                 |                                                 |                                                 |                                                 |                                                 |  |  |                                         |                                         |                                         |                                         |                                         |                                         |  |  |                                        |                                        |                                        |                                        |                                        |                                        |  |  |
|                                                            |                                                            |                                                            |                                                            | 17. I. Julia Waitz 1891–1930                               | 17. I. Julia Waitz 1891–1930                               | 17. I. Julia Waitz 1891–1930         | 17. I. Julia Waitz 1891–1930         | 17. I. Julia Waitz 1891–1930                                       | 17. I. Julia Waitz 1891–1930                                       |                                                                    |                                                                    | 19. Leopold Maria z Thun-Hohensteinu 1888–1944                     | 19. Leopold Maria z Thun-Hohensteinu 1888–1944                     | 19. Leopold Maria z Thun-Hohensteinu 1888–1944 | 19. Leopold Maria z Thun-Hohensteinu 1888–1944 | 19. Leopold Maria z Thun-Hohensteinu 1888–1944      | 19. Leopold Maria z Thun-Hohensteinu 1888–1944      |                                                     |                                                     | 21. II. Irene Hirnigel 1904–1976                    | 21. II. Irene Hirnigel 1904–1976                    | 21. II. Irene Hirnigel 1904–1976             | 21. II. Irene Hirnigel 1904–1976             | 21. II. Irene Hirnigel 1904–1976               | 21. II. Irene Hirnigel 1904–1976               |                                                |                                                |                                                         |                                                         |                                                         |                                                         | Karolína Marie z Thun-Hohensteinu 1887–1967                | Karolína Marie z Thun-Hohensteinu 1887–1967                | Karolína Marie z Thun-Hohensteinu 1887–1967                | Karolína Marie z Thun-Hohensteinu 1887–1967                | Karolína Marie z Thun-Hohensteinu 1887–1967                | Karolína Marie z Thun-Hohensteinu 1887–1967                |                                                       |                                                       | Karl Heinrich z Haugwitz 1874–1948                    | Karl Heinrich z Haugwitz 1874–1948                    | Karl Heinrich z Haugwitz 1874–1948                | Karl Heinrich z Haugwitz 1874–1948                | Karl Heinrich z Haugwitz 1874–1948                | Karl Heinrich z Haugwitz 1874–1948                |                                                  |                                                  | Ernestine Marie Thun-Hohenstein 1890–1969                   | Ernestine Marie Thun-Hohenstein 1890–1969                   | Ernestine Marie Thun-Hohenstein 1890–1969                   | Ernestine Marie Thun-Hohenstein 1890–1969                   | Ernestine Marie Thun-Hohenstein 1890–1969                   | Ernestine Marie Thun-Hohenstein 1890–1969                   |                                                       |                                                       | 12. Louisa Eleonora z Thun-Hohensteinu 1892–1892      | 12. Louisa Eleonora z Thun-Hohensteinu 1892–1892      | 12. Louisa Eleonora z Thun-Hohensteinu 1892–1892 | 12. Louisa Eleonora z Thun-Hohensteinu 1892–1892 | 12. Louisa Eleonora z Thun-Hohensteinu 1892–1892 | 12. Louisa Eleonora z Thun-Hohensteinu 1892–1892 |  |  |                                                 |                                                 |                                                 |                                                 |                                                 |                                                 |  |  |                                         |                                         |                                         |                                         |                                         |                                         |  |  |                                        |                                        |                                        |                                        |                                        |                                        |  |  |
|                                                            |                                                            |                                                            |                                                            | 17. I. Julia Waitz 1891–1930                               | 17. I. Julia Waitz 1891–1930                               | 17. I. Julia Waitz 1891–1930         | 17. I. Julia Waitz 1891–1930         | 17. I. Julia Waitz 1891–1930                                       | 17. I. Julia Waitz 1891–1930                                       |                                                                    |                                                                    | 19. Leopold Maria z Thun-Hohensteinu 1888–1944                     | 19. Leopold Maria z Thun-Hohensteinu 1888–1944                     | 19. Leopold Maria z Thun-Hohensteinu 1888–1944 | 19. Leopold Maria z Thun-Hohensteinu 1888–1944 | 19. Leopold Maria z Thun-Hohensteinu 1888–1944      | 19. Leopold Maria z Thun-Hohensteinu 1888–1944      |                                                     |                                                     | 21. II. Irene Hirnigel 1904–1976                    | 21. II. Irene Hirnigel 1904–1976                    | 21. II. Irene Hirnigel 1904–1976             | 21. II. Irene Hirnigel 1904–1976             | 21. II. Irene Hirnigel 1904–1976               | 21. II. Irene Hirnigel 1904–1976               |                                                |                                                |                                                         |                                                         |                                                         |                                                         | Karolína Marie z Thun-Hohensteinu 1887–1967                | Karolína Marie z Thun-Hohensteinu 1887–1967                | Karolína Marie z Thun-Hohensteinu 1887–1967                | Karolína Marie z Thun-Hohensteinu 1887–1967                | Karolína Marie z Thun-Hohensteinu 1887–1967                | Karolína Marie z Thun-Hohensteinu 1887–1967                |                                                       |                                                       | Karl Heinrich z Haugwitz 1874–1948                    | Karl Heinrich z Haugwitz 1874–1948                    | Karl Heinrich z Haugwitz 1874–1948                | Karl Heinrich z Haugwitz 1874–1948                | Karl Heinrich z Haugwitz 1874–1948                | Karl Heinrich z Haugwitz 1874–1948                |                                                  |                                                  | Ernestine Marie Thun-Hohenstein 1890–1969                   | Ernestine Marie Thun-Hohenstein 1890–1969                   | Ernestine Marie Thun-Hohenstein 1890–1969                   | Ernestine Marie Thun-Hohenstein 1890–1969                   | Ernestine Marie Thun-Hohenstein 1890–1969                   | Ernestine Marie Thun-Hohenstein 1890–1969                   |                                                       |                                                       | 12. Louisa Eleonora z Thun-Hohensteinu 1892–1892      | 12. Louisa Eleonora z Thun-Hohensteinu 1892–1892      | 12. Louisa Eleonora z Thun-Hohensteinu 1892–1892 | 12. Louisa Eleonora z Thun-Hohensteinu 1892–1892 | 12. Louisa Eleonora z Thun-Hohensteinu 1892–1892 | 12. Louisa Eleonora z Thun-Hohensteinu 1892–1892 |  |  |                                                 |                                                 |                                                 |                                                 |                                                 |                                                 |  |  |                                         |                                         |                                         |                                         |                                         |                                         |  |  |                                        |                                        |                                        |                                        |                                        |                                        |  |  |
|                                                            |                                                            |                                                            |                                                            |                                                            |                                                            |                                      |                                      |                                                                    |                                                                    |                                                                    |                                                                    |                                                                    |                                                                    |                                                |                                                |                                                     |                                                     |                                                     |                                                     |                                                     |                                                     |                                              |                                              |                                                |                                                |                                                |                                                |                                                         |                                                         |                                                         |                                                         |                                                            |                                                            |                                                            |                                                            |                                                            |                                                            |                                                       |                                                       |                                                       |                                                       |                                                   |                                                   |                                                   |                                                   |                                                  |                                                  |                                                             |                                                             |                                                             |                                                             |                                                             |                                                             |                                                       |                                                       |                                                       |                                                       |                                                  |                                                  |                                                  |                                                  |  |  |                                                 |                                                 |                                                 |                                                 |                                                 |                                                 |  |  |                                         |                                         |                                         |                                         |                                         |                                         |  |  |                                        |                                        |                                        |                                        |                                        |                                        |  |  |
|                                                            |                                                            |                                                            |                                                            |                                                            |                                                            |                                      |                                      |                                                                    |                                                                    |                                                                    |                                                                    |                                                                    |                                                                    |                                                |                                                |                                                     |                                                     |                                                     |                                                     |                                                     |                                                     |                                              |                                              |                                                |                                                |                                                |                                                |                                                         |                                                         |                                                         |                                                         |                                                            |                                                            |                                                            |                                                            |                                                            |                                                            |                                                       |                                                       |                                                       |                                                       |                                                   |                                                   |                                                   |                                                   |                                                  |                                                  |                                                             |                                                             |                                                             |                                                             |                                                             |                                                             |                                                       |                                                       |                                                       |                                                       |                                                  |                                                  |                                                  |                                                  |  |  |                                                 |                                                 |                                                 |                                                 |                                                 |                                                 |  |  |                                         |                                         |                                         |                                         |                                         |                                         |  |  |                                        |                                        |                                        |                                        |                                        |                                        |  |  |
| Robert Schmitz * 1913                                      | Robert Schmitz * 1913                                      | Robert Schmitz * 1913                                      | Robert Schmitz * 1913                                      | Robert Schmitz * 1913                                      | Robert Schmitz * 1913                                      |                                      |                                      | Eleonore Sophie Thun-Hohensteinová * 1916                          | Eleonore Sophie Thun-Hohensteinová * 1916                          | Eleonore Sophie Thun-Hohensteinová * 1916                          | Eleonore Sophie Thun-Hohensteinová * 1916                          | Eleonore Sophie Thun-Hohensteinová * 1916                          | Eleonore Sophie Thun-Hohensteinová * 1916                          |                                                |                                                | Marie Christine Thun-Hohensteinová * 1933           | Marie Christine Thun-Hohensteinová * 1933           | Marie Christine Thun-Hohensteinová * 1933           | Marie Christine Thun-Hohensteinová * 1933           | Marie Christine Thun-Hohensteinová * 1933           | Marie Christine Thun-Hohensteinová * 1933           |                                              |                                              | Erwin Peter Reeves * 1925                      | Erwin Peter Reeves * 1925                      | Erwin Peter Reeves * 1925                      | Erwin Peter Reeves * 1925                      | Erwin Peter Reeves * 1925                               | Erwin Peter Reeves * 1925                               |                                                         |                                                         | 20. Romedius Leopold Thun-Hohenstein 1934–1963             | 20. Romedius Leopold Thun-Hohenstein 1934–1963             | 20. Romedius Leopold Thun-Hohenstein 1934–1963             | 20. Romedius Leopold Thun-Hohenstein 1934–1963             | 20. Romedius Leopold Thun-Hohenstein 1934–1963             | 20. Romedius Leopold Thun-Hohenstein 1934–1963             |                                                       |                                                       | 18. Petr Vigilius Thun-Hohenstein 1937–1938           | 18. Petr Vigilius Thun-Hohenstein 1937–1938           | 18. Petr Vigilius Thun-Hohenstein 1937–1938       | 18. Petr Vigilius Thun-Hohenstein 1937–1938       | 18. Petr Vigilius Thun-Hohenstein 1937–1938       | 18. Petr Vigilius Thun-Hohenstein 1937–1938       |                                                  |                                                  | Berchthold Adam Thun-Hohenstein * 1939                      | Berchthold Adam Thun-Hohenstein * 1939                      | Berchthold Adam Thun-Hohenstein * 1939                      | Berchthold Adam Thun-Hohenstein * 1939                      | Berchthold Adam Thun-Hohenstein * 1939                      | Berchthold Adam Thun-Hohenstein * 1939                      |                                                       |                                                       | Maurizia Vianello * 1944                              | Maurizia Vianello * 1944                              | Maurizia Vianello * 1944                         | Maurizia Vianello * 1944                         | Maurizia Vianello * 1944                         | Maurizia Vianello * 1944                         |  |  |                                                 |                                                 |                                                 |                                                 |                                                 |                                                 |  |  |                                         |                                         |                                         |                                         |                                         |                                         |  |  |                                        |                                        |                                        |                                        |                                        |                                        |  |  |
| Robert Schmitz * 1913                                      | Robert Schmitz * 1913                                      | Robert Schmitz * 1913                                      | Robert Schmitz * 1913                                      | Robert Schmitz * 1913                                      | Robert Schmitz * 1913                                      |                                      |                                      | Eleonore Sophie Thun-Hohensteinová * 1916                          | Eleonore Sophie Thun-Hohensteinová * 1916                          | Eleonore Sophie Thun-Hohensteinová * 1916                          | Eleonore Sophie Thun-Hohensteinová * 1916                          | Eleonore Sophie Thun-Hohensteinová * 1916                          | Eleonore Sophie Thun-Hohensteinová * 1916                          |                                                |                                                | Marie Christine Thun-Hohensteinová * 1933           | Marie Christine Thun-Hohensteinová * 1933           | Marie Christine Thun-Hohensteinová * 1933           | Marie Christine Thun-Hohensteinová * 1933           | Marie Christine Thun-Hohensteinová * 1933           | Marie Christine Thun-Hohensteinová * 1933           |                                              |                                              | Erwin Peter Reeves * 1925                      | Erwin Peter Reeves * 1925                      | Erwin Peter Reeves * 1925                      | Erwin Peter Reeves * 1925                      | Erwin Peter Reeves * 1925                               | Erwin Peter Reeves * 1925                               |                                                         |                                                         | 20. Romedius Leopold Thun-Hohenstein 1934–1963             | 20. Romedius Leopold Thun-Hohenstein 1934–1963             | 20. Romedius Leopold Thun-Hohenstein 1934–1963             | 20. Romedius Leopold Thun-Hohenstein 1934–1963             | 20. Romedius Leopold Thun-Hohenstein 1934–1963             | 20. Romedius Leopold Thun-Hohenstein 1934–1963             |                                                       |                                                       | 18. Petr Vigilius Thun-Hohenstein 1937–1938           | 18. Petr Vigilius Thun-Hohenstein 1937–1938           | 18. Petr Vigilius Thun-Hohenstein 1937–1938       | 18. Petr Vigilius Thun-Hohenstein 1937–1938       | 18. Petr Vigilius Thun-Hohenstein 1937–1938       | 18. Petr Vigilius Thun-Hohenstein 1937–1938       |                                                  |                                                  | Berchthold Adam Thun-Hohenstein * 1939                      | Berchthold Adam Thun-Hohenstein * 1939                      | Berchthold Adam Thun-Hohenstein * 1939                      | Berchthold Adam Thun-Hohenstein * 1939                      | Berchthold Adam Thun-Hohenstein * 1939                      | Berchthold Adam Thun-Hohenstein * 1939                      |                                                       |                                                       | Maurizia Vianello * 1944                              | Maurizia Vianello * 1944                              | Maurizia Vianello * 1944                         | Maurizia Vianello * 1944                         | Maurizia Vianello * 1944                         | Maurizia Vianello * 1944                         |  |  |                                                 |                                                 |                                                 |                                                 |                                                 |                                                 |  |  |                                         |                                         |                                         |                                         |                                         |                                         |  |  |                                        |                                        |                                        |                                        |                                        |                                        |  |  |
|                                                            |                                                            |                                                            |                                                            |                                                            |                                                            |                                      |                                      |                                                                    |                                                                    |                                                                    |                                                                    |                                                                    |                                                                    |                                                |                                                |                                                     |                                                     |                                                     |                                                     |                                                     |                                                     |                                              |                                              |                                                |                                                |                                                |                                                |                                                         |                                                         |                                                         |                                                         |                                                            |                                                            |                                                            |                                                            |                                                            |                                                            |                                                       |                                                       |                                                       |                                                       |                                                   |                                                   |                                                   |                                                   |                                                  |                                                  |                                                             |                                                             |                                                             |                                                             |                                                             |                                                             |                                                       |                                                       |                                                       |                                                       |                                                  |                                                  |                                                  |                                                  |  |  |                                                 |                                                 |                                                 |                                                 |                                                 |                                                 |  |  |                                         |                                         |                                         |                                         |                                         |                                         |  |  |                                        |                                        |                                        |                                        |                                        |                                        |  |  |
|                                                            |                                                            |                                                            |                                                            |                                                            |                                                            |                                      |                                      |                                                                    |                                                                    |                                                                    |                                                                    |                                                                    |                                                                    |                                                |                                                |                                                     |                                                     |                                                     |                                                     |                                                     |                                                     |                                              |                                              |                                                |                                                |                                                |                                                |                                                         |                                                         |                                                         |                                                         |                                                            |                                                            |                                                            |                                                            |                                                            |                                                            |                                                       |                                                       |                                                       |                                                       |                                                   |                                                   |                                                   |                                                   |                                                  |                                                  |                                                             |                                                             |                                                             |                                                             |                                                             |                                                             |                                                       |                                                       |                                                       |                                                       |                                                  |                                                  |                                                  |                                                  |  |  |                                                 |                                                 |                                                 |                                                 |                                                 |                                                 |  |  |                                         |                                         |                                         |                                         |                                         |                                         |  |  |                                        |                                        |                                        |                                        |                                        |                                        |  |  |
|                                                            |                                                            |                                                            |                                                            |                                                            |                                                            |                                      |                                      |                                                                    |                                                                    |                                                                    |                                                                    |                                                                    |                                                                    |                                                |                                                |                                                     |                                                     |                                                     |                                                     |                                                     |                                                     |                                              |                                              |                                                |                                                |                                                |                                                | Ursula Thun-Hohenstein * 1968                           | Ursula Thun-Hohenstein * 1968                           | Ursula Thun-Hohenstein * 1968                           | Ursula Thun-Hohenstein * 1968                           | Ursula Thun-Hohenstein * 1968                              | Ursula Thun-Hohenstein * 1968                              |                                                            |                                                            | Jacopo Thun-Hohenstein * 1970                              | Jacopo Thun-Hohenstein * 1970                              | Jacopo Thun-Hohenstein * 1970                         | Jacopo Thun-Hohenstein * 1970                         | Jacopo Thun-Hohenstein * 1970                         | Jacopo Thun-Hohenstein * 1970                         |                                                   |                                                   | Elisa Daparetti ?–?                               | Elisa Daparetti ?–?                               | Elisa Daparetti ?–?                              | Elisa Daparetti ?–?                              | Elisa Daparetti ?–?                                         | Elisa Daparetti ?–?                                         |                                                             |                                                             | Nicolas Thun-Hohenstein * 1985                              | Nicolas Thun-Hohenstein * 1985                              | Nicolas Thun-Hohenstein * 1985                        | Nicolas Thun-Hohenstein * 1985                        | Nicolas Thun-Hohenstein * 1985                        | Nicolas Thun-Hohenstein * 1985                        |                                                  |                                                  |                                                  |                                                  |  |  |                                                 |                                                 |                                                 |                                                 |                                                 |                                                 |  |  |                                         |                                         |                                         |                                         |                                         |                                         |  |  |                                        |                                        |                                        |                                        |                                        |                                        |  |  |
|                                                            |                                                            |                                                            |                                                            |                                                            |                                                            |                                      |                                      |                                                                    |                                                                    |                                                                    |                                                                    |                                                                    |                                                                    |                                                |                                                |                                                     |                                                     |                                                     |                                                     |                                                     |                                                     |                                              |                                              |                                                |                                                |                                                |                                                | Ursula Thun-Hohenstein * 1968                           | Ursula Thun-Hohenstein * 1968                           | Ursula Thun-Hohenstein * 1968                           | Ursula Thun-Hohenstein * 1968                           | Ursula Thun-Hohenstein * 1968                              | Ursula Thun-Hohenstein * 1968                              |                                                            |                                                            | Jacopo Thun-Hohenstein * 1970                              | Jacopo Thun-Hohenstein * 1970                              | Jacopo Thun-Hohenstein * 1970                         | Jacopo Thun-Hohenstein * 1970                         | Jacopo Thun-Hohenstein * 1970                         | Jacopo Thun-Hohenstein * 1970                         |                                                   |                                                   | Elisa Daparetti ?–?                               | Elisa Daparetti ?–?                               | Elisa Daparetti ?–?                              | Elisa Daparetti ?–?                              | Elisa Daparetti ?–?                                         | Elisa Daparetti ?–?                                         |                                                             |                                                             | Nicolas Thun-Hohenstein * 1985                              | Nicolas Thun-Hohenstein * 1985                              | Nicolas Thun-Hohenstein * 1985                        | Nicolas Thun-Hohenstein * 1985                        | Nicolas Thun-Hohenstein * 1985                        | Nicolas Thun-Hohenstein * 1985                        |                                                  |                                                  |                                                  |                                                  |  |  |                                                 |                                                 |                                                 |                                                 |                                                 |                                                 |  |  |                                         |                                         |                                         |                                         |                                         |                                         |  |  |                                        |                                        |                                        |                                        |                                        |                                        |  |  |

### Podle uložení rakví
| Čelní stěna                                                       | Čelní stěna                                         | Čelní stěna                         | Čelní stěna                             | Čelní stěna                                                                   |
| ----------------------------------------------------------------- | --------------------------------------------------- | ----------------------------------- | --------------------------------------- | ----------------------------------------------------------------------------- |
|                                                                   |                                                     | okno oltář                          | 19. Leopold hrabě Thun-Hohenstein       | 17. Pia hraběnka Thun-Hohenstein, rozená Waitz                                |
|                                                                   |                                                     | okno oltář                          |                                         |                                                                               |
| 3. Nikolasina hraběnka Thun-Hohenstein, rozená Baillet de La Tour | 4. Jan hrabě Thun-Hohenstein                        | okno oltář                          | 16. Jan hrabě Thun-Hohenstein           | 13. Marie hraběnka Thun-Hohenstein, rozená ze Šternberka                      |
|                                                                   |                                                     | okno oltář                          |                                         |                                                                               |
| 2. Marie Tereza hraběnka Thun-Hohenstein, rozená z Attemsu        | 1. Jan hrabě Thun-Hohenstein                        | okno oltář                          | 9. Theodor hrabě Thun-Hohenstein        | 15. Marie Karolína hraběnka Thun-Hohenstein, rozená Kinská z Vchynic a Tetova |
|                                                                   |                                                     | okno oltář                          |                                         |                                                                               |
| Levá stěna                                                        |                                                     |                                     |                                         |                                                                               |
|                                                                   |                                                     |                                     |                                         |                                                                               |
|                                                                   |                                                     |                                     |                                         |                                                                               |
|                                                                   |                                                     |                                     | 10. Nikolasina hraběnka Thun-Hohenstein | 5. Žofie hraběnka Thun-Hohenstein                                             |
|                                                                   |                                                     |                                     |                                         |                                                                               |
|                                                                   |                                                     | 11. František hrabě Thun-Hohenstein | 8. Konstantin hrabě Thun-Hohenstein     | 7. Tereza hraběnka Thun-Hohenstein                                            |
|                                                                   |                                                     |                                     |                                         |                                                                               |
| Pravá stěna                                                       |                                                     |                                     |                                         |                                                                               |
| 20. Romedius hrabě Thun-Hohenstein                                | 21. Irene hraběnka Thun-Hohenstein, rozená Hirnigel |                                     |                                         |                                                                               |
|                                                                   |                                                     |                                     |                                         |                                                                               |
| 12. Louisa hraběnka Thun-Hohenstein                               | 18. Petr Vigilius hrabě Thun-Hohenstein             |                                     |                                         |                                                                               |
|                                                                   |                                                     |                                     |                                         |                                                                               |
| 6. Rudolfina hraběnka Thun-Hohenstein                             | 14. Vincenc hrabě Thun-Hohenstein                   |                                     |                                         |                                                                               |
|                                                                   |                                                     |                                     |                                         |                                                                               |

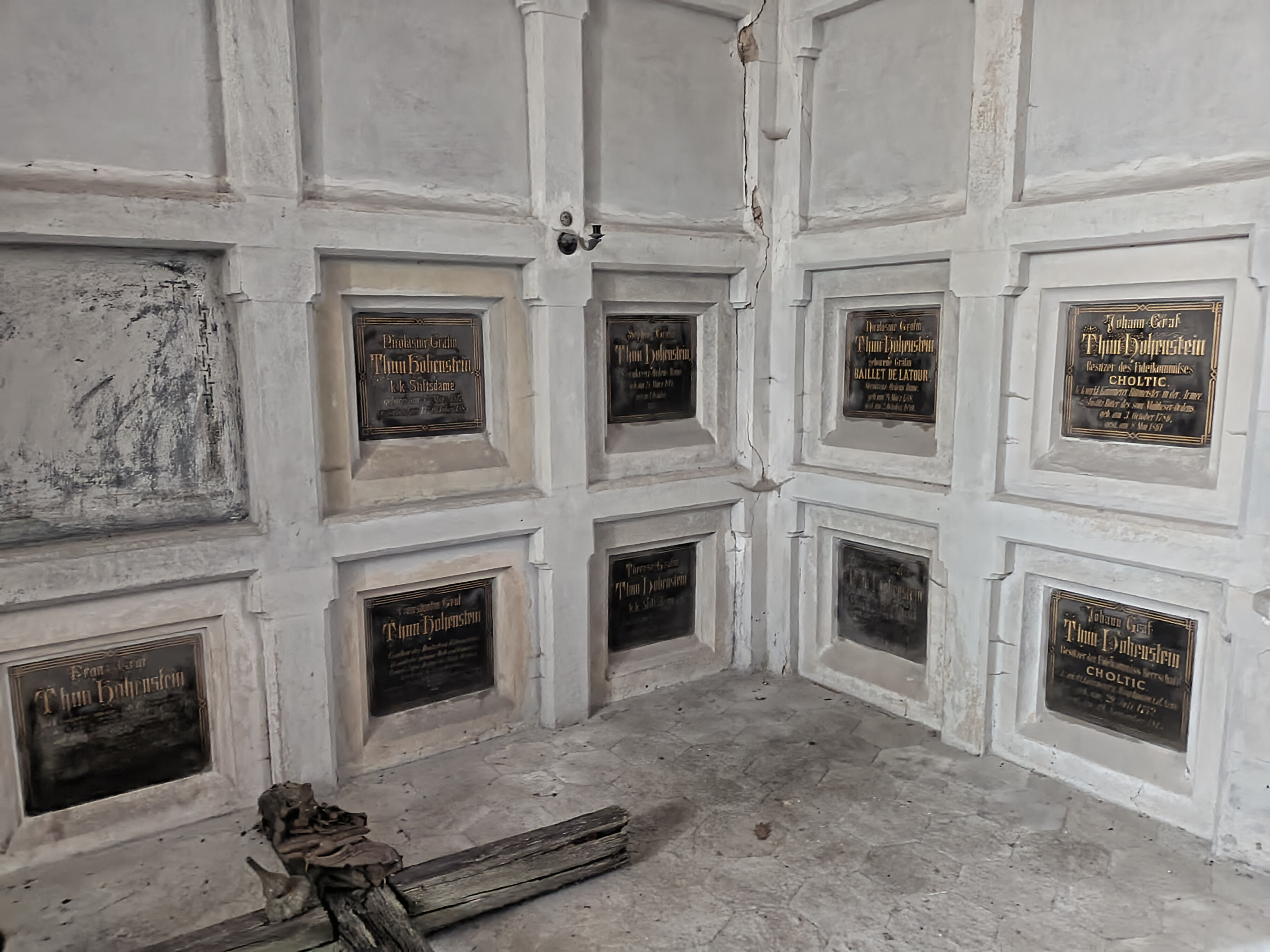
Náhrobky vlevo.
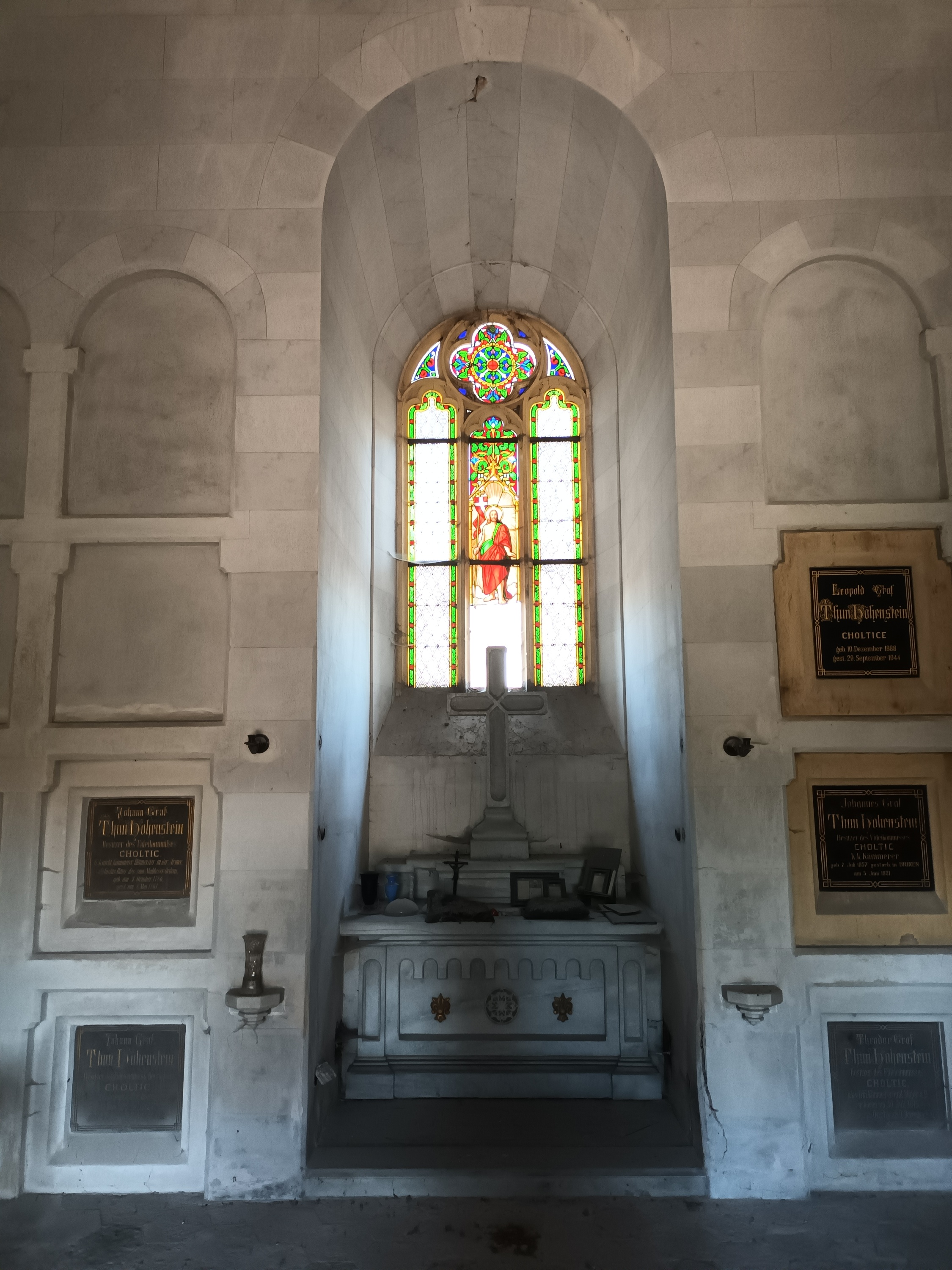
Okenní vitráž a oltář na čelní stěně.
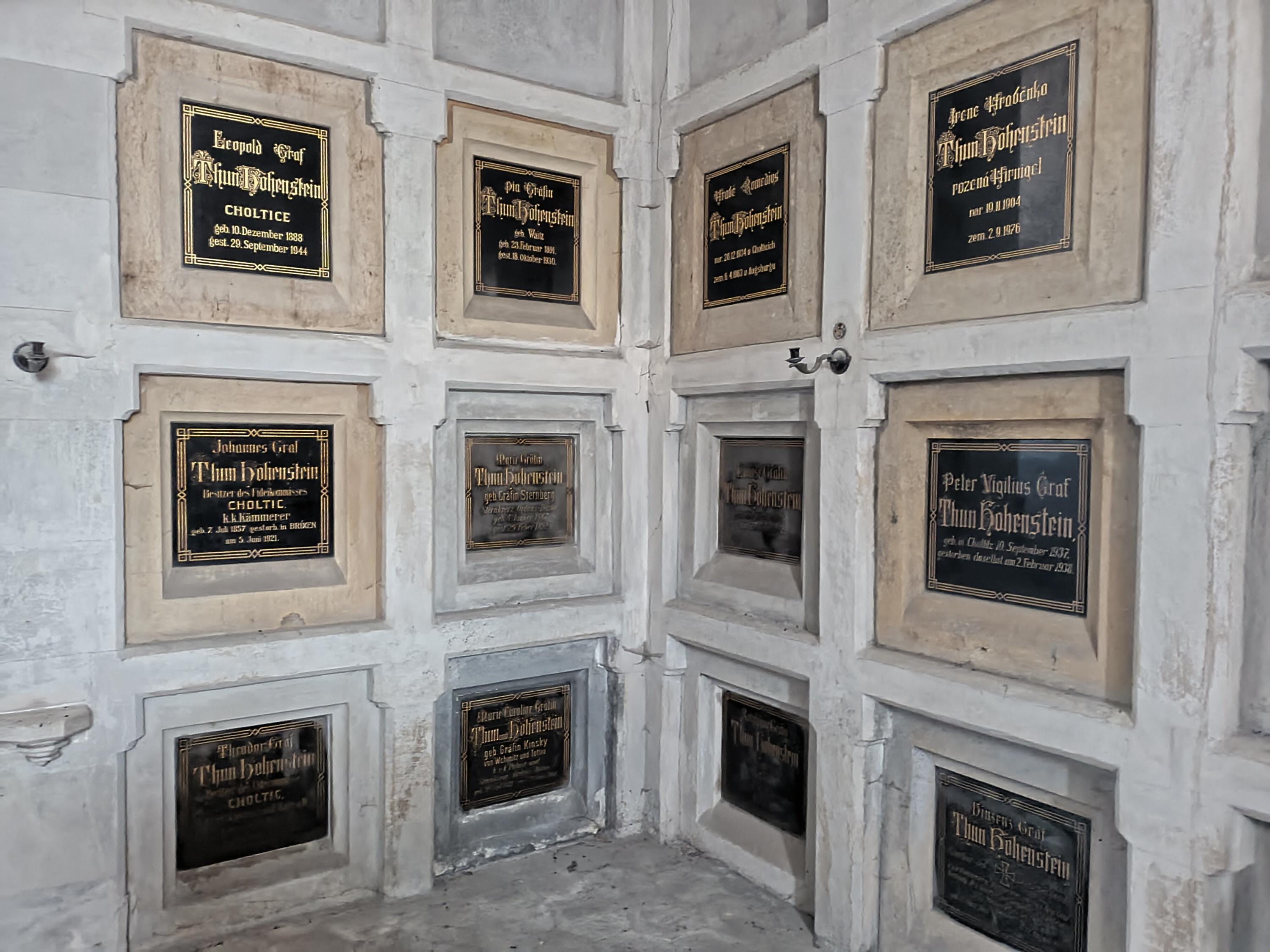
Náhrobky vpravo.